# Liste der Landschaftsschutzgebiete in Bayern

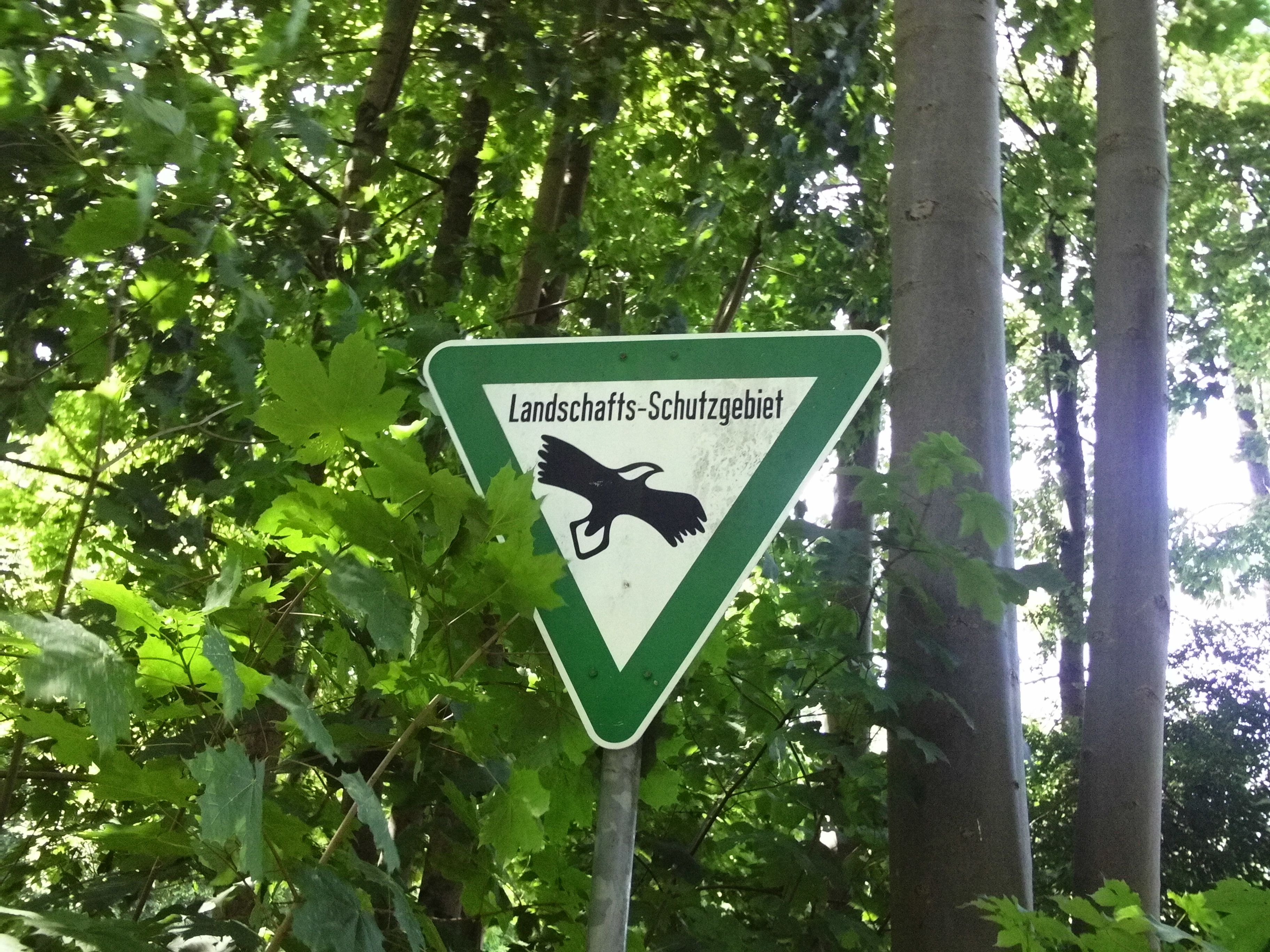
LSG-Schild in München

Diese sortierbare Liste enthält die Landschaftsschutzgebiete Bayerns. Namen und Nummern entsprechen den amtlichen Bezeichnungen.

## Erläuterungen
In Bayern sind 705 Landschaftsschutzgebiete ausgewiesen (Stand Oktober 2018). Es entspricht etwa einem Anteil von 30 Prozent an der Fläche des Bundeslands.
Die nachfolgende Liste versteht sich als Übersichtsliste aller Landschaftsschutzgebiete in Bayern. Detailliertere Informationen und Bilder sind den entsprechenden Listen auf Bezirk- bzw. Landkreisebene zu entnehmen. Die einzelnen Gebiete überlappen zum Teil auch in angrenzende Regierungsbezirke
- Liste der Landschaftsschutzgebiete in Mittelfranken 91 Gebiete (Stand März 2018)
- Liste der Landschaftsschutzgebiete in Niederbayern 63 Gebiete (Stand März 2018)
- Liste der Landschaftsschutzgebiete in Oberbayern 249 Gebiete (Stand Oktober 2018)
- Liste der Landschaftsschutzgebiete in Oberfranken 70 Gebiete (Stand März 2018)
- Liste der Landschaftsschutzgebiete in der Oberpfalz 88 Gebiete (Stand Oktober 2018)
- Liste der Landschaftsschutzgebiete in Schwaben (Bayern) 115 Gebiete (Stand März 2018)
- Liste der Landschaftsschutzgebiete in Unterfranken 37 Gebiete (Stand Oktober 2018)

Die Abweichung in der Summe ist darin begründet, da es einige Regierungsbezirk übergreifende Schutzgebiete gibt.

## Liste
| SGD-ID       | WDPA-ID   | Name des Gebietes | Regierungsbezirk                                             | Fläche in Hektar | Standort | Datum der Verordnung | Bemerkung |
| ------------ | --------- | --- | ------------------------------------------------------------ | ---------------- | -------- | -------------------- | --------- |
| LSG-00502.02 | 396011    | Aischauen | Mittelfranken                                                | 422,91           | Position | 1996                 |           |
| LSG-00120.06 | 395563    | Allacher Forst | Oberbayern                                                   | 103,75           | Position | 1964                 |           |
| LSG-00159.01 | 395629    | Alter Berg | Schwaben                                                     | 1,67             | Position | 1968                 |           |
| LSG-00315.01 | 395802    | Altwasser bei Donauwörth | Schwaben                                                     | 6,08             | Position | 1980                 |           |
| LSG-00312.01 | 395799    | Altwasser bei Rettingen | Schwaben                                                     | 10,86            | Position | 1980                 |           |
| LSG-00523.07 | 396050    | Am (Bucher) Landgraben | Mittelfranken                                                | 63,82            | Position | 1966                 |           |
| LSG-00314.01 | 395801    | Am Langweidlegraben östlich von Heißesheim (Gemeinde Mertingen) | Schwaben                                                     | 52,73            | Position | 1980                 |           |
| LSG-00580.01 | 396130    | Am Mariahilfberg | Oberpfalz                                                    | 476,26           | Position | 2004                 |           |
| LSG-00509.01 | 396020    | Ammersee-West | Oberbayern                                                   | 8826,78          | Position | 1997                 |           |
| LSG-00125.02 | 395588    | Ammerthal | Oberpfalz                                                    | 172,55           | Position | 1965                 |           |
| LSG-00500.01 | 396008    | Ampermoos und Eichbühl | Oberbayern                                                   | 81,42            | Position | 1996                 |           |
| LSG-00120.18 | 395573    | Angerlohe | Oberbayern                                                   | 40,2             | Position | 1964                 |           |
| LSG-00191.11 | 395668    | Annaberg | Oberpfalz                                                    | 11,27            | Position | 1970                 |           |
| LSG-00055.01 | 395483    | Anordnung zum Schutz der Altenbergfilze in der Gemeinde Manhartshofen | Oberbayern                                                   | 29,82            | Position | 1955                 |           |
| LSG-00235.01 | 395711    | Asperwäldchen | Oberbayern, Schwaben                                         | 11,4             | Position | 1972                 |           |
| LSG-00106.01 | 395534    | Attel | Oberbayern                                                   | 145,64           | Position | 1962                 |           |
| LSG-00160.01 | 395630    | Attlesee - Kögelweiher | Schwaben                                                     | 437,91           | Position | 1968                 |           |
| LSG-00120.02 | 395559    | Aubinger Lohe und Moosschwaige mit Erweiterung | Oberbayern                                                   | 623,94           | Position | 1964                 |           |
| LSG-00318.01 | 395805    | Auerberg | Schwaben                                                     | 330,6            | Position | 1980                 |           |
| LSG-00417.01 | 395925    | Augsburg - Westliche Wälder | Schwaben                                                     | 70492,3          | Position | 1988                 |           |
| LSG-00340.15 | 395844    | Aurachtal | Mittelfranken                                                | 192,81           | Position | 2004                 |           |
| LSG-00543.01 | 396094    | "Ausweisung des LSG "Nördlicher Jura" | Mittelfranken                                                | 21890,15         | Position | 2001                 |           |
| LSG-00544.01 | 396095    | "Ausweisung des LSG "Südlicher Jura mit Moritzberg und Umgebung" | Mittelfranken                                                | 16684            | Position | 2001                 |           |
| LSG-00340.18 | 395847    | Bachgraben | Mittelfranken                                                | 9,59             | Position | 1983                 |           |
| LSG-00413.01 | 395921    | Bachtel- und Bärensee | Schwaben                                                     | 299,75           | Position | 1988                 |           |
| LSG-00388.01 | 395896    | Bayerisches Bodenseeufer | Schwaben                                                     | 952,16           | Position | 1986                 |           |
| LSG-00395.01 | 395903    | Berger Moos | Schwaben                                                     | 48,3             | Position | 1986                 |           |
| LSG-00281.02 | 395757    | Bergsturzgebiet Vorderbichl in Grainau | Oberbayern                                                   | 30,29            | Position | 1976                 |           |
| LSG-00128.01 | 395602    | Bertenau | Schwaben                                                     | 368,38           | Position | 1966                 |           |
| LSG-00414.01 | 395922    | Betzigauer Moos | Schwaben                                                     | 205,1            | Position | 1988                 |           |
| LSG-00127.01 | 395601    | Bezirksverordnung über den Schutz des Grüntensees in den Landkreisen Oberallgäu und Ostallgäu | Schwaben                                                     | 764,73           | Position | 1966                 |           |
| LSG-00199.01 | 395680    | Bibertal | Schwaben                                                     | 32,13            | Position | 1971                 |           |
| LSG-00340.11 | 395840    | Bimbachtal | Mittelfranken                                                | 51,75            | Position | 2004                 |           |
| LSG-00536.12 | 396080    | Birnthon | Mittelfranken                                                | 30,4             | Position | 2000                 |           |
| LSG-00191.09 | 395666    | Breitenbrunner Tal | Oberpfalz                                                    | 70,26            | Position | 1970                 |           |
| LSG-00191.01 | 395660    | Breitenstein mit Steinberg | Oberpfalz                                                    | 105,38           | Position | 1970                 |           |
| LSG-00465.01 | 395973    | Bremental | Schwaben                                                     | 208,88           | Position | 1992                 |           |
| LSG-00340.19 | 395848    | Brucker Lache mit Langenaufeld | Mittelfranken                                                | 322,4            | Position | 1983                 |           |
| LSG-00536.11 | 396079    | Brunn - Netzstall | Mittelfranken                                                | 310,4            | Position | 2000                 |           |
| LSG-00105.06 | 395532    | Buchberg | Oberpfalz                                                    | 242,58           | Position | 1962                 |           |
| LSG-00605.01 | 395576    | Buchberg | Oberpfalz                                                    | 592,74           | Position | 1965                 |           |
| LSG-00191.04 | 395662    | Buchenberg zwischen Hirschricht und Schwend | Oberpfalz                                                    | 135,85           | Position | 1970                 |           |
| LSG-00523.09 | 396052    | Bucher Landgraben, Bisloher Entwässerungsgraben | Mittelfranken                                                | 10,93            | Position | 1998                 |           |
| LSG-00589.01 | 396138    | Buckenhof | Mittelfranken                                                | 60,07            | Position |                      |           |
| LSG-00121.06 | 395578    | Bundesautobahnen Berlin - München, Nürnberg - Amberg, und Nürnberg - Regensburg | Oberpfalz                                                    | 627,64           | Position | 1965                 |           |
| LSG-00119.03 | 395549    | Burgberg von Burglengenfeld | Oberpfalz                                                    | 23,13            | Position | 1964                 |           |
| LSG-00297.01 | 395776    | Callenberger Forst | Oberfranken                                                  | 739,41           | Position | 1979                 |           |
| LSG-00119.10 | 395555    | Charlottenhofer Weiher | Oberpfalz                                                    | 792,98           | Position | 1964                 |           |
| LSG-00340.04 | 395833    | Dechsendorfer Lohe | Mittelfranken                                                | 67,18            | Position | 2004                 |           |
| LSG-00340.02 | 395831    | Dechsendorfer Weihergebiet | Mittelfranken                                                | 169,83           | Position | 2004                 |           |
| LSG-00323.02 | 395811    | Dickerlberg in der Gemeinde Leiblfing | Niederbayern                                                 | 4,86             | Position | 1981                 |           |
| LSG-00121.10 | 395582    | Dietrichstein | Oberpfalz                                                    | 285,69           | Position | 1965                 |           |
| LSG-00166.01 | 395636    | Dillinger Au | Schwaben                                                     | 180,18           | Position | 1969                 |           |
| LSG-00116.01 | 395544    | Donau-Auen | Schwaben                                                     | 878,99           | Position | 1963                 |           |
| LSG-00471.01 | 395979    | Donau-Auen zwischen Blindheim und Tapfheim | Schwaben                                                     | 1095,37          | Position | 1993                 |           |
| LSG-00581.01 | 396131    | Donauauen zwischen Offingen und Peterswörth | Schwaben                                                     | 647,7            | Position | 2004                 |           |
| LSG-00499.01 | 396007    | Donauengtal Erlau-Jochenstein | Niederbayern                                                 | 674,55           | Position | 1996                 |           |
| LSG-00511.01 | 396022    | Donautal zwischen Weißingen und Günzburg | Schwaben                                                     | 1173,72          | Position | 1997                 |           |
| LSG-00105.02 | 395531    | Dreifaltigkeitsberg - Miesberg - bei Schwarzenfeld | Oberpfalz                                                    | 14,52            | Position | 1962                 |           |
| LSG-00020.01 | 395463    | Egaulauf zwischen Schabringen und Donaualtheim | Schwaben                                                     | 9,69             | Position | 1952                 |           |
| LSG-00326.01 | 395814    | Eglinger und Ascholdinger Filze | Oberbayern                                                   | 59,02            | Position | 1981                 |           |
| LSG-00536.08 | 396076    | Eichenwaldgraben - Stockweiher | Mittelfranken                                                | 343,32           | Position | 2000                 |           |
| LSG-00092.05 | 395515    | Enges Tal in der Gemeinde Ulbering | Niederbayern                                                 | 4,02             | Position | 1960                 |           |
| LSG-00598.01 | 555552626 | Erzberg | Oberpfalz                                                    | 18,03            | Position |                      |           |
| LSG-00379.01 | 395887    | Eschacher Weiher | Schwaben                                                     | 59,75            | Position | 1985                 |           |
| LSG-00523.11 | 396054    | Farrnbachtal | Mittelfranken                                                | 131,38           | Position | 1998                 |           |
| LSG-00186.01 | 395656    | Faulensee | Schwaben                                                     | 20,94            | Position | 1970                 |           |
| LSG-00174.01 | 395642    | Feld- und Waldgebiet Almesbach - Im Ibelnest - Eichrangen - Fischerberg - Buchrangen-Ebene - Hint. Neuried - Hl. Staude - Sauhübel | Oberpfalz                                                    | 758,74           | Position | 1969                 |           |
| LSG-00211.01 | 395691    | Firnhabermoos (Mertinger Hölle) | Schwaben                                                     | 182,24           | Position | 1971                 |           |
| LSG-00536.02 | 396070    | Fischbach | Mittelfranken                                                | 55,62            | Position | 2000                 |           |
| LSG-00104.03 | 395527    | Forellenbachtal | Oberpfalz                                                    | 592,69           | Position | 1962                 |           |
| LSG-00446.01 | 395954    | Forggensee und benachbarte Seen | Schwaben                                                     | 5806,4           | Position | 1990                 |           |
| LSG-00125.10 | 395596    | Freihung - Seugast | Oberpfalz                                                    | 440,74           | Position | 1965                 |           |
| LSG-00125.03 | 395589    | Freudenberg, Wutschdorf und Etsdorf | Oberpfalz                                                    | 1618,49          | Position | 1965                 |           |
| LSG-00440.01 | 395948    | Friedberger Lechleite | Schwaben                                                     | 365,35           | Position | 1989                 |           |
| LSG-00309.02 | 395789    | Fußberger Moos | Oberbayern                                                   | 148,46           | Position | 1979                 |           |
| LSG-00593.01 | 396142    | Gaißatal | Niederbayern                                                 | 272,06           | Position |                      |           |
| LSG-00120.07 | 395564    | Gebiet des Kapuzinerhölzls einschließlich eines Teiles des Gebietes um Hartmannshofen | Oberbayern                                                   | 84,55            | Position | 1964                 |           |
| LSG-00517.04 | 396031    | Gebiet südlich des bebauten Gebietes des Ortsteils Obermainbach und der Straße von Obermainbach nach Walpersdorf | Mittelfranken                                                | 121,22           | Position | 1998                 |           |
| LSG-00120.14 | 395570    | Gebiet um das Kloster Warnberg mit anschließenden Waldstücken in Richtung Forstenried und Solln | Oberbayern                                                   | 135,59           | Position | 1964                 |           |
| LSG-00067.01 | 395492    | Gebiet um den Elbsee, Gde. Aitrang | Schwaben                                                     | 1609,04          | Position | 1955                 |           |
| LSG-00120.12 | 395568    | Gebiet um den Hachinger Bach von der Stadtgrenze bis zur Versickerungsstelle | Oberbayern                                                   | 8,85             | Position | 1964                 |           |
| LSG-00120.01 | 395558    | Gebiet um den Langwieder Autobahnsee unter Einschluss des anschließenden Gebietes links der Autobahn München-Stuttgart | Oberbayern                                                   | 256,07           | Position | 1964                 |           |
| LSG-00034.01 | 395471    | Gericht | Oberfranken                                                  | 0,84             | Position | 1954                 |           |
| LSG-00121.04 | 395577    | Gnadenberg | Oberpfalz                                                    | 266,53           | Position | 1965                 |           |
| LSG-00309.09 | 395796    | Graßlfinger Moos und Olchinger See | Oberbayern                                                   | 598,11           | Position | 1979                 |           |
| LSG-00359.01 | 395868    | Großer Alpsee | Schwaben                                                     | 822,54           | Position | 1984                 |           |
| LSG-00326.03 | 395816    | Großer Weiher (= Harmatinger Weiher) | Oberbayern                                                   | 47,36            | Position | 1981                 |           |
| LSG-00340.01 | 395830    | Grünau | Mittelfranken                                                | 56,74            | Position | 2004                 |           |
| LSG-00536.13 | 396081    | Gründlachtal - Ost | Mittelfranken                                                | 352,47           | Position | 2000                 |           |
| LSG-00373.01 | 395882    | Gschwellhau | Schwaben                                                     | 169,47           | Position | 1985                 |           |
| LSG-00298.01 | 395777    | Günzriedweiher mit Umgebung | Schwaben                                                     | 50,78            | Position | 1979                 |           |
| LSG-00104.10 | 395530    | Habsberg | Oberpfalz                                                    | 37,5             | Position | 1962                 |           |
| LSG-00600.01 |           | Hachinger Tal im Gebiet der Gemeinden Oberhaching und Taufkirchen | Oberbayern                                                   | 193              | Position | 2014                 |           |
| LSG-00177.01 | 395649    | Hagspielmoor und seine Umgebung | Schwaben                                                     | 41,43            | Position | 1969                 |           |
| LSG-00125.08 | 395594    | Hahnbach - Frohnberg | Oberpfalz                                                    | 33,95            | Position | 1965                 |           |
| LSG-00121.12 | 395583    | Haimburg - Wallerbuch - Ottenberg | Oberpfalz                                                    | 843,47           | Position | 1965                 |           |
| LSG-00582.01 | 396132    | Halfinger Freimoos | Oberbayern                                                   | 591,04           | Position | 2004                 |           |
| LSG-00125.09 | 395595    | Hammerweiher | Oberpfalz                                                    | 79,43            | Position | 1965                 |           |
| LSG-00309.04 | 395791    | Haspelmoor | Oberbayern                                                   | 265,08           | Position | 1979                 |           |
| LSG-00523.08 | 396051    | Herboldshofer Landgraben | Mittelfranken                                                | 9,28             | Position | 1998                 |           |
| LSG-00481.01 | 395989    | Herlheimer Wiesen | Unterfranken                                                 | 67,57            | Position | 1994                 |           |
| LSG-00125.11 | 395597    | Hirschau - Nord | Oberpfalz                                                    | 571,53           | Position | 1965                 |           |
| LSG-00125.04 | 395590    | Hirschau - Süd | Oberpfalz                                                    | 1013,69          | Position | 1965                 |           |
| LSG-00599.01 | 395565    | Hirschau und Obere Isarau | Oberbayern                                                   | 738              | Position | 2013                 |           |
| LSG-00120.16 | 395572    | Hirschgarten | Oberbayern                                                   | 27,09            | Position | 1964                 |           |
| LSG-00426.01 | 395934    | Hochfirst | Schwaben                                                     | 605,28           | Position | 1988                 |           |
| LSG-00191.07 | 395665    | Högenbachtal, Lichtenegg, Beselberg mit westlichem Birgland | Oberpfalz                                                    | 2524,78          | Position | 1970                 |           |
| LSG-00536.09 | 396077    | Holzheim | Mittelfranken                                                | 79,87            | Position | 2000                 |           |
| LSG-00467.01 | 395975    | Hörnergruppe | Schwaben                                                     | 6823,03          | Position | 1992                 |           |
| LSG-00443.01 | 395951    | Hoyerberg | Schwaben                                                     | 15,26            | Position | 1989                 |           |
| LSG-00591.01 | 396140    | Hügelland nördlich Lernpoint | Niederbayern                                                 | 49,16            | Position |                      |           |
| LSG-00340.17 | 395846    | Hutgraben mit Winkelfeld und Wolfsmantel | Mittelfranken                                                | 188,33           | Position | 1983                 |           |
| LSG-00491.01 | 395999    | Illerauen nördlich von Buxheim | Schwaben                                                     | 590,72           | Position | 1995                 |           |
| LSG-00513.01 | 396024    | Illerauwald von Neu-Ulm bis Kellmünz | Schwaben                                                     | 1964,12          | Position | 1997                 |           |
| LSG-00132.01 | 395606    | Illerschleife oberhalb Martinszell und unteres Rottachtal | Schwaben                                                     | 432,51           | Position | 1967                 |           |
| LSG-00517.11 | 396038    | Im Gebiet Kappelberg und Ellbogental | Mittelfranken                                                | 89,09            | Position | 1998                 |           |
| LSG-00324.01 | 395812    | Im Osterried südöstlich von Auchsesheim | Schwaben                                                     | 34,38            | Position | 1981                 |           |
| LSG-00595.01 | 396144    | Inntal Süd | Oberbayern                                                   | 4066,68          | Position |                      |           |
| LSG-00206.01 | 395686    | Inschutznahme der Oberallmannshauser Filze als LSG im Bereich der Gemeinden Höhenrain und Münsing | Oberbayern                                                   | 73,57            | Position | 1971                 |           |
| LSG-00147.01 | 395619    | Inschutznahme der Thalkirchner Achen und ihrer Umgebung als LSG | Oberbayern                                                   | 972,67           | Position | 1967                 |           |
| LSG-00294.01 | 395773    | Inschutznahme der Weldner Weiher (Hof-, Kreuz-, Neu- und Mühlweiher) und der angrenzenden Landschaftsteile in der Gemeinde Fuchstal, Gemeindeteil Welden, Landkreis Landsberg am Lech als LSG                                                                     | Oberbayern                                                   | 114,05           | Position | 1978                 |           |
| LSG-00011.01 | 395456    | "Inschutznahme des "Breiten Mooses", Gemeinde Apfeldorf und Birkland unter Landschaftsschutz" | Oberbayern                                                   | 56,73            | Position |                      |           |
| LSG-00144.01 | 395616    | Inschutznahme des Bärnsees und seiner Umgebung als LSG | Oberbayern                                                   | 287,46           | Position | 1967                 |           |
| LSG-00133.01 | 395607    | Inschutznahme des Gebietes Mühlau-Schöffau als LSG | Oberbayern                                                   | 576,21           | Position | 1967                 |           |
| LSG-00247.01 | 395725    | Inschutznahme des Hofstätter- und Rinssees in den Gemeinden Prutting, Söchtenau und Vogtareuth | Oberbayern                                                   | 516,72           | Position | 1972                 |           |
| LSG-00145.01 | 395617    | Inschutznahme des Litzelsees und seiner Umgebung als LSG | Oberbayern                                                   | 60,29            | Position | 1967                 |           |
| LSG-00134.01 | 395608    | Inschutznahme des Prientales als LSG | Oberbayern                                                   | 365,58           | Position | 1967                 |           |
| LSG-00135.01 | 395609    | Inschutznahme des Schwarzen Sees und Umgebung als LSG | Oberbayern                                                   | 15,15            | Position | 1967                 |           |
| LSG-00118.01 | 395546    | "Inschutznahme des sog. "Brandl", Ortsteil Degerndorf/Inn, Gemeinde Brannenburg" | Oberbayern                                                   | 4,56             | Position | 1964                 |           |
| LSG-00015.01 | 395458    | Inschutznahme des Soiener Sees und seiner Umgebung | Oberbayern                                                   | 221,65           | Position | 1952                 |           |
| LSG-00246.01 | 395724    | Inschutznahme eines Auwaldbestandes in den Kaltenbachauen in der Gemeinde Pang als LSG | Oberbayern                                                   | 35,55            | Position | 1972                 |           |
| LSG-00419.01 | 395927    | "Inschutznahme von Landschaftsteilen beiderseits des Lechs von der Stadt Landsberg bis zur nördlichen Landkreisgrenze des Landkreises Landsberg als LSG "Lechtal-Nord"                                                                                            | Oberbayern                                                   | 2295,23          | Position | 1988                 |           |
| LSG-00420.01 | 395928    | "Inschutznahme von Landschaftsteilen beiderseits des Lechs von der Stadt Landsberg bis zur südlichen Landkreisgrenze des Landkreises Landsberg bei Kinsau als LSG "Lechtal-Süd"                                                                                   | Oberbayern                                                   | 3904,14          | Position | 1988                 |           |
| LSG-00223.01 | 395701    | Inschutznahme von Landschaftsteilen des erweiterten Soinkargebietes in den Gemeinden Brannenburg, Flintsbach am Inn und Oberaudorf | Oberbayern                                                   | 492,07           | Position | 1971                 |           |
| LSG-00157.01 | 395627    | Inschutzstellung des Kupferbachtales als LSG im Landkreis Bad Aibling | Oberbayern                                                   | 42,98            | Position | 1968                 |           |
| LSG-00168.01 | 395637    | Inschutzstellung des Schloßberges in Wald an der Alz als LSG | Oberbayern                                                   | 30,94            | Position | 1969                 |           |
| LSG-00120.09 | 395565    | Isarauen (mit ausführlicher Beschreibung der Schutzgebietsflächen zwischen der Stadtgrenze Oberföhring und dem St.-Quirin-Platz) | Oberbayern                                                   | 1556,95          | Position | 1964                 |           |
| LSG-00506.01 | 396017    | Isental und südliche Quellbäche | Oberbayern                                                   | 2110,74          | Position | 1997                 |           |
| LSG-00255.01 | 395733    | "Jurahang und Waldabteilung "Großer Forst" | Schwaben                                                     | 150,29           | Position | 1973                 |           |
| LSG-00036.01 | 395473    | Kalmusrangen | Oberfranken                                                  | 2,54             | Position | 1954                 |           |
| LSG-00409.01 | 395917    | Kartäusertal | Schwaben                                                     | 884,21           | Position | 1987                 |           |
| LSG-00119.01 | 395547    | Katzdorfer Weihergruppe | Oberpfalz                                                    | 90,04            | Position | 1964                 |           |
| LSG-00191.13 | 395670    | Katzenbergl mit Bruchgebiet nördlich von Sulzbach | Oberpfalz                                                    | 128,77           | Position | 1970                 |           |
| LSG-00483.01 | 395991    | Kessel-Plosenberg | Oberfranken                                                  | 110,12           | Position | 1994                 |           |
| LSG-00251.01 | 395729    | Kirchholz | Schwaben                                                     | 12,13            | Position | 1972                 |           |
| LSG-00092.04 | 395514    | Klamme mit Nagelfluhfelsen | Niederbayern                                                 | 2,97             | Position | 1960                 |           |
| LSG-00092.03 | 395513    | Klamme südlich von Ecking in der Gemeinde Wiesing | Niederbayern                                                 | 7,68             | Position | 1960                 |           |
| LSG-00464.01 | 395972    | Kleiner Alpsee bei Immenstadt | Schwaben                                                     | 37,94            | Position | 1992                 |           |
| LSG-00340.14 | 395843    | Klosterwald mit Lobersweihern und dem Grünzug westlich des Ortsteiles Neuses | Mittelfranken                                                | 193,96           | Position | 2004                 |           |
| LSG-00296.01 | 395775    | Kobelwald | Schwaben                                                     | 19,73            | Position | 1979                 |           |
| LSG-00125.01 | 395587    | Köferinger Tal, Köferinger Heide, Hirschwald und Vilstal südlich von Amberg | Oberpfalz                                                    | 8785,02          | Position | 1965                 |           |
| LSG-00510.01 | 396021    | Kohlbruck | Niederbayern                                                 | 103,61           | Position | 1997                 |           |
| LSG-00536.01 | 396069    | Königshof | Mittelfranken                                                | 823,47           | Position | 2000                 |           |
| LSG-00536.18 | 396086    | Kornburg | Mittelfranken                                                | 265,18           | Position | 2000                 |           |
| LSG-00536.14 | 396082    | Kraftshofer Forst | Mittelfranken                                                | 356,56           | Position | 2000                 |           |
| LSG-00109.01 | 395537    | Kreisverordnung über den Schutz von Landschaftsteilen im Markt Hohenburg und in der Gemeinde Adertshausen des Landkreis Amberg | Oberpfalz                                                    | 541,55           | Position | 1963                 |           |
| LSG-00181.01 | 395653    | Kreisverordnung zum Schutze des tertiären Hügelrandes von Maisteig bis zur Stadtgrenze Freising | Oberbayern                                                   | 444,85           | Position | 1970                 |           |
| LSG-00094.01 | 395517    | Kreisverordnung zum Schutze von Landschaftsteilen in der Gemeinde Altheim, Landkreis Landshut (St.-Andreas-Kirche) | Niederbayern                                                 | 0,71             | Position |                      |           |
| LSG-00462.01 | 395970    | Kreuzberg bei Thierhaupten | Schwaben                                                     | 2,75             | Position | 1992                 |           |
| LSG-00119.06 | 395551    | Kreuzberg von Burglengenfeld | Oberpfalz                                                    | 18,11            | Position | 1964                 |           |
| LSG-00309.07 | 395794    | Kreuzlinger Forst | Oberbayern                                                   | 290,99           | Position | 1979                 |           |
| LSG-00375.01 | 395884    | Kreuzlinger Forst | Oberbayern                                                   | 2300,51          | Position | 1985                 |           |
| LSG-00125.12 | 395598    | Krumbach | Oberpfalz                                                    | 1,64             | Position | 1965                 |           |
| LSG-00590.01 | 396139    | Krumbach | Oberpfalz                                                    | 181,6            | Position |                      |           |
| LSG-00009.02 | 395454    | Kuhseegebiet beim Hochablaßwehr | Schwaben                                                     | 161,1            | Position | 1951                 |           |
| LSG-00281.03 | 395758    | Landschaft südlich des Estergebirges | Oberbayern                                                   | 1473,99          | Position | 1976                 |           |
| LSG-00108.01 | 395536    | Landschaftsschutz am Schwaltenweiher | Schwaben                                                     | 91,4             | Position | 1962                 |           |
| LSG-00075.01 | 395499    | Landschaftsschutz der Mainleite im Bereich der Stadt Schweinfurt und des Landkreis Schweinfurt | Unterfranken                                                 | 40,89            | Position | 1956                 |           |
| LSG-00005.01 | 395449    | Landschaftsschutz für das Hochmoor bei der Schemeralm, Gemeinde Lenggries | Oberbayern                                                   | 22,97            | Position | 1950                 |           |
| LSG-00204.01 | 395684    | "Landschaftsschutzgebiet "Bachmühlbachtal und Paintner Forst" | Niederbayern                                                 | 1956,51          | Position | 1971                 |           |
| LSG-00141.01 | 395614    | "Landschaftsschutzgebiet "Donautal" | Niederbayern                                                 | 508,95           | Position | 1967                 |           |
| LSG-00165.01 | 395635    | "Landschaftsschutzgebiet "Dürnbucher Forst" im Altlandkreis Kelheim" | Niederbayern                                                 | 4766,14          | Position | 1969                 |           |
| LSG-00136.01 | 395610    | "Landschaftsschutzgebiet "Dürnbucher Forst, Riedmoos und Forstmoos" im Altlandkreis Mainburg" | Niederbayern                                                 | 2023,45          | Position | 1967                 |           |
| LSG-00130.01 | 395604    | "Landschaftsschutzgebiet "Heiligenstädter Moos" | Niederbayern                                                 | 113,61           | Position | 1966                 |           |
| LSG-00175.01 | 395647    | "Landschaftsschutzgebiet "Maria Brünnl" | Niederbayern                                                 | 12,16            | Position | 1969                 |           |
| LSG-00205.01 | 395685    | "Landschaftsschutzgebiet "Ringberg" | Niederbayern                                                 | 66,74            | Position | 1971                 |           |
| LSG-00176.01 | 395648    | "Landschaftsschutzgebiet "St. Anton" | Niederbayern                                                 | 0,43             | Position | 1969                 |           |
| LSG-00104.09 | 395529    | Landschaftsschutzgebiet bei Velburg | Oberpfalz                                                    | 350,29           | Position | 1962                 |           |
| LSG-00104.07 | 395528    | Landschaftsschutzgebiet Parsberg | Oberpfalz                                                    | 311,17           | Position | 1962                 |           |
| LSG-00508.01 | 396019    | Landschaftsschutzverordnung für das ehemalige Übungsgelände der US-Army (LSchV-US-Army) | Mittelfranken                                                | 37,88            | Position | 1997                 |           |
| LSG-00191.03 | 395661    | Landschaftsstreifen entlang der B 85 | Oberpfalz                                                    | 1506,21          | Position | 1970                 |           |
| LSG-00191.14 | 395671    | Landschaftsstreifen entlang der Bundesautobahn Nürnberg - Amberg | Oberpfalz                                                    | 506,24           | Position | 1970                 |           |
| LSG-00216.01 | 395694    | Landschaftsteile bei Thalhausen | Oberbayern                                                   | 22,6             | Position | 1971                 |           |
| LSG-00241.01 | 395718    | Landschaftsteile um den Windachspeicher | Oberbayern                                                   | 693,26           | Position | 1972                 |           |
| LSG-00536.19 | 396087    | Langwasser | Mittelfranken                                                | 460,36           | Position | 2000                 |           |
| LSG-00502.04 | 396013    | Laubwälder südlich von Uffenheim | Mittelfranken                                                | 1009,76          | Position | 1996                 |           |
| LSG-00104.02 | 395526    | Lauterachtal | Oberpfalz                                                    | 579,91           | Position | 1962                 |           |
| LSG-00121.09 | 395581    | Lauterachtal mit den Tälern des Hausener- und Utzenhofener Baches und das Juragebiet zwischen Kastl und Utzenhofen | Oberpfalz                                                    | 4682,01          | Position | 1965                 |           |
| LSG-00119.11 | 395556    | Lauterachtal und Vilstal (Ostseite) | Oberpfalz                                                    | 812,2            | Position | 1964                 |           |
| LSG-00119.12 | 395557    | Lauterachtal und Vilstal (Westseite) | Oberpfalz                                                    | 583,72           | Position | 1964                 |           |
| LSG-00009.01 | 395453    | Lechauen nördlich von Augsburg | Schwaben                                                     | 113,84           | Position | 1951                 |           |
| LSG-00401.01 | 395909    | Lechauwald bei Todtenweis und Rehling | Schwaben                                                     | 368,63           | Position | 1987                 |           |
| LSG-00366.01 | 395875    | Lechheide-Sachsenwald südlich von Oberpeiching | Schwaben                                                     | 22,91            | Position | 1985                 |           |
| LSG-00288.01 | 395766    | Leipheimer und Günzburger Moos | Schwaben                                                     | 339,65           | Position | 1977                 |           |
| LSG-00119.09 | 395554    | Leonberger Holz | Oberpfalz                                                    | 127,9            | Position | 1964                 |           |
| LSG-00120.05 | 395562    | Lochholz | Oberbayern                                                   | 7,13             | Position | 1964                 |           |
| LSG-00281.04 | 395759    | Loisachtal zwischen Schmölz und Griesen | Oberbayern                                                   | 359,77           | Position | 1976                 |           |
| LSG-00487.01 | 395995    | "LSG "Ainringer und Peracher Moos" | Oberbayern                                                   | 401,96           | Position | 1995                 |           |
| LSG-00524.01 | 396057    | "LSG "Altheimer Stausee" | Niederbayern                                                 | 219,78           | Position | 1998                 |           |
| LSG-00435.01 | 395943    | "LSG "Am Stampflberg" im Gebiet des Marktes Gars am Inn" | Oberbayern                                                   | 154,01           | Position | 1989                 |           |
| LSG-00422.01 | 395930    | "LSG "Ammertal", Böbing, Hohenpeißenberg, Peißenberg, Peiting" | Oberbayern                                                   | 1376,12          | Position | 1988                 |           |
| LSG-00342.01 | 395850    | "LSG "Amperauen mit Hebertshauser Moos und Inhauser Moos" | Oberbayern                                                   | 1840,3           | Position |                      |           |
| LSG-00546.01 | 396097    | "LSG "Ampertal im Landkreis Freising" | Oberbayern                                                   | 8729,18          | Position | 1960                 |           |
| LSG-00441.01 | 395949    | "LSG "Aschau", Gemeinde Bischofswiesen" | Oberbayern                                                   | 57,2             | Position | 1989                 |           |
| LSG-00364.01 | 395873    | "LSG "Ausgetorfte Moorfläche bei Klösterlschwaige" | Oberbayern                                                   | 135,45           | Position | 1984                 |           |
| LSG-00344.01 | 395852    | "LSG "Auwald südlich der Donau" | Oberbayern                                                   | 637,62           | Position |                      |           |
| LSG-00501.01 | 396009    | "LSG "Auwaldreste südlich der Wankelstraße" | Oberbayern                                                   | 17,28            | Position | 1996                 |           |
| LSG-00370.01 | 395879    | "LSG "Bad Füssing", Gemeinde Bad Füssing" | Niederbayern                                                 | 42,85            | Position | 1985                 |           |
| LSG-00563.01 | 396113    | "LSG "Bayerische Rhön" | Unterfranken                                                 | 96006,24         | Position |                      |           |
| LSG-00547.01 | 396098    | "LSG "Bayerischer Wald" | Niederbayern                                                 | 231528,54        | Position | 1983                 |           |
| LSG-00455.01 | 395963    | "LSG "Bergholz", Gemeinde Büchlberg" | Niederbayern                                                 | 26,45            | Position | 1991                 |           |
| LSG-00256.01 | 395734    | "LSG "Bischofsmeilwald", Schutz von Landschaftsteilen im Gebiet des Landkreises Erlangen (LSG im Bereich der Gemeinde Bubenreuth)" | Mittelfranken                                                | 141,56           | Position |                      |           |
| LSG-00328.01 | 395818    | "LSG "Dachauer Moos im Gebiet der Gemeinden Ober- und Unterschleißheim" | Oberbayern                                                   | 692,62           | Position | 1981                 |           |
| LSG-00162.01 | 395632    | "LSG "Dachlwand" in den Gemeinden Perach, Schutzing, Marktlberg und dem Markt Marktl, Landkreis Altötting" | Oberbayern                                                   | 74,77            | Position | 1969                 |           |
| LSG-00457.01 | 395965    | "LSG "Dachsholz" | Oberbayern                                                   | 24,58            | Position | 1992                 |           |
| LSG-00334.01 | 395824    | "LSG "Degen" in der Gemarkung Küps und Au" | Oberfranken                                                  | 12,26            | Position | 1982                 |           |
| LSG-00553.01 | 396104    | "LSG "Dillberg-Heinrichsberg" | Oberpfalz                                                    | 1914,46          | Position | 2001                 |           |
| LSG-00382.01 | 395890    | "LSG "Dobelgebiet und Atteltal im Gebiet der Stadt Grafing bei München und der Gemeinde Aßling" | Oberbayern                                                   | 598,39           | Position | 1986                 |           |
| LSG-00493.01 | 396001    | "LSG "Donau-Auen zwischen Günzburg und Gundelfingen" | Schwaben                                                     | 1782,02          | Position | 1995                 |           |
| LSG-00522.01 | 396043    | "LSG "Donauengtal Gelbersdorf-Windorf-Otterskirchen mit Donauinseln" | Niederbayern                                                 | 698,71           | Position | 1998                 |           |
| LSG-00545.01 | 396096    | "LSG "Donauschüttlandschaft im Roten Gries" | Oberbayern                                                   | 67               | Position |                      |           |
| LSG-00329.01 | 395819    | "LSG "Ebenbergfilze" in der Gemeinde Dietramszell" | Oberbayern                                                   | 17,36            | Position | 1982                 |           |
| LSG-00369.01 | 395878    | "LSG "Edelsbrunner Tal", Gemeinde Aldersbach, Markt Aidenbach, Stadt Vilshofen" | Niederbayern                                                 | 148,74           | Position | 1985                 |           |
| LSG-00327.01 | 395817    | "LSG "Ellertshäuser See" | Unterfranken                                                 | 256,41           | Position | 1981                 |           |
| LSG-00308.01 | 395787    | "LSG "Feilenforst Manching" | Oberbayern                                                   | 447,23           | Position | 1979                 |           |
| LSG-00449.01 | 395957    | "LSG "Fichtelgebirge" | Oberfranken                                                  | 62728,01         | Position | 1990                 |           |
| LSG-00555.01 | 396106    | "LSG "Frankenwald" im Gebiet der Landkreise Hof, Kronach und Kulmbach" | Oberfranken                                                  | 43184,78         | Position | 2001                 |           |
| LSG-00556.01 | 396107    | "LSG "Fränkische Schweiz - Veldensteiner Forst" im Regierungsbezirk Oberfranken" | Oberfranken                                                  | 100424,18        | Position | 2001                 |           |
| LSG-00287.01 | 395765    | "LSG "Gerolfinger Eichenwald" | Oberbayern                                                   | 772,22           | Position | 1977                 |           |
| LSG-00343.01 | 395851    | "LSG "Grünzug nördlich Aschheim im Gebiet der Gemeinden Aschheim und Kirchheim bei München" | Oberbayern                                                   | 88,26            | Position |                      |           |
| LSG-00371.01 | 395880    | "LSG "Hardtlandschaft und Eberfinger Drumlinfelder", Weilheim, Wielenbach, Bernried, Seeshaupt, Eberfing" | Oberbayern                                                   | 5850,33          | Position | 1985                 |           |
| LSG-00377.01 | 395886    | "LSG "Hausener Tal" | Unterfranken                                                 | 1206,96          | Position | 1985                 |           |
| LSG-00372.01 | 395881    | "LSG "Hesselberg" im Landkreis Ansbach" | Mittelfranken                                                | 1475,52          | Position | 1985                 |           |
| LSG-00448.01 | 395956    | "LSG "Hochrunstfilze" | Oberbayern                                                   | 240,7            | Position | 1990                 |           |
| LSG-00466.01 | 395974    | "LSG "Höret und Zückberg" in der Gemarkung Arnshausen, Stadt Bad Kissingen, Landkreis Bad Kissingen" | Unterfranken                                                 | 62,3             | Position | 1992                 |           |
| LSG-00519.01 | 396040    | "LSG "IIler" | Schwaben                                                     | 301,92           | Position | 1998                 |           |
| LSG-00407.01 | 395915    | "LSG "Im Kies und Unterer Unkenbach" | Unterfranken                                                 | 50,96            | Position | 1987                 |           |
| LSG-00458.01 | 395966    | "LSG "Innauen-Nord" | Oberbayern                                                   | 73,3             | Position | 1992                 |           |
| LSG-00516.01 | 396027    | "LSG "Innauen-Süd" | Oberbayern                                                   | 255,97           | Position | 1998                 |           |
| LSG-00429.01 | 395937    | "LSG "Katzenreuther Filze" in der Stadt Grafing bei München" | Oberbayern                                                   | 88,03            | Position | 1989                 |           |
| LSG-00394.01 | 395902    | "LSG "Kirchholz", Stadt Bad Reichenhall und Gemeinde Bayerisch Gmain" | Oberbayern                                                   | 152,29           | Position | 1986                 |           |
| LSG-00529.01 | 396062    | "LSG "Kirchseeoner Moos" | Oberbayern                                                   | 65,61            | Position | 1999                 |           |
| LSG-00586.01 | 396135    | "LSG "Kloster Banz", Landkreis Lichtenfels" | Oberfranken                                                  | 862,89           | Position |                      |           |
| LSG-00494.01 | 396002    | "LSG "Köstner Gründla" | Oberfranken                                                  | 19,76            | Position | 1995                 |           |
| LSG-00389.01 | 395897    | "LSG "Kreuzberg - Hohe Warte" im Gebiet der Stadt Kronach, des Marktes Marktrodach und der Gemeinde Wilhelmsthal, Landkreis Kronach" | Oberfranken                                                  | 708,7            | Position | 1986                 |           |
| LSG-00445.01 | 395953    | "LSG "Kulm - Pfaffenteiche" im Gebiet der Stadt Hof" | Oberfranken                                                  | 275,6            | Position | 1990                 |           |
| LSG-00367.01 | 395876    | "LSG "Kupferbachtal und Umgebung" im Markt Glonn und der Gemeinde Egmating" | Oberbayern                                                   | 315,37           | Position | 1985                 |           |
| LSG-00023.01 | 395466    | "LSG "Langer Filz und Gruber See" in den Gemeinden Peiting und Steingaden" | Oberbayern                                                   | 70,44            | Position | 1953                 |           |
| LSG-00293.02 | 395771    | "LSG "Lindigwald" in der Gemarkung Karlstein" | Unterfranken                                                 | 245,97           | Position | 1978                 |           |
| LSG-00390.01 | 395898    | "LSG "Melm" im Gebiet der Stadt Kronach und des Marktes Marktrodach, Landkreis Kronach" | Oberfranken                                                  | 432,06           | Position | 1986                 |           |
| LSG-00548.01 | 396099    | "LSG "Mitwitzer Wustungen" im Gebiet des Marktes Mitwitz, Landkreis Kronach" | Oberfranken                                                  | 988,39           | Position | 2001                 |           |
| LSG-00393.01 | 395901    | "LSG "Mönau" | Mittelfranken                                                | 204,32           | Position | 1986                 |           |
| LSG-00489.01 | 395997    | "LSG "Moor- und Tallandschaften bei Söchtenau" | Oberbayern                                                   | 483,66           | Position | 1995                 |           |
| LSG-00306.01 | 395785    | "LSG "Moorseen bei Schnaitsee" | Oberbayern                                                   | 102,37           | Position | 1979                 |           |
| LSG-00311.01 | 395798    | "LSG "Mörnbachtal-Gries" im Gebiet der Städte Altötting und Neuötting" | Oberbayern                                                   | 18,52            | Position | 1979                 |           |
| LSG-00436.01 | 395944    | "LSG "Münchner Norden im Bereich der Gemeinden Garching bei München, Ober- und Unterschleißheim" | Oberbayern                                                   | 2381,15          | Position | 1989                 |           |
| LSG-00387.01 | 395895    | "LSG "Neuenseer Weiher" in der Gemarkung Neuensee, Landkreis Lichtenfels" | Oberfranken                                                  | 62,56            | Position | 1986                 |           |
| LSG-00537.01 | 396088    | "LSG "Oberer Bleyer" im Landkreis Bayreuth" | Oberfranken                                                  | 5,1              | Position | 2000                 |           |
| LSG-00431.01 | 395939    | "LSG "Oberes Alztal" | Oberbayern                                                   | 998,11           | Position | 1989                 |           |
| LSG-00532.01 | 396065    | "LSG "Oberes Rotmaintal" | Oberfranken                                                  | 1327,6           | Position | 2000                 |           |
| LSG-00430.01 | 395938    | "LSG "Oberes Saalachtal mit Wendelberg und Kienberg, Gemeinde Schneizlreuth" | Oberbayern                                                   | 791,43           | Position | 1989                 |           |
| LSG-00488.01 | 395996    | "LSG "Oberlauf der Kleinen Sur" | Oberbayern                                                   | 77,2             | Position | 1995                 |           |
| LSG-00530.01 | 396063    | "LSG "Obermichelbach-Puschendorf-Tuchenbach" | Mittelfranken                                                | 493,96           | Position | 1999                 |           |
| LSG-00574.01 | 396123    | "LSG "Oberpfälzer Hügelland im westlichen Landkreis Neustadt a.d.Waldnaab" | Oberpfalz                                                    | 36070,12         | Position |                      |           |
| LSG-00321.01 | 395808    | "LSG "Ortelbach" im Gebiet der Gemeinde Bayerisch Gmain" | Oberbayern                                                   | 51,15            | Position | 1981                 |           |
| LSG-00425.01 | 395933    | "LSG "Ostufer Starnberger See bei Münsing" | Oberbayern                                                   | 85,83            | Position | 1988                 |           |
| LSG-00576.01 | 396125    | "LSG "Pegnitzaue Schwaig" | Mittelfranken                                                | 169,73           | Position | 2002                 |           |
| LSG-00463.01 | 395971    | "LSG "Plassenburg" im Gebiet der Stadt Kulmbach" | Oberfranken                                                  | 33,55            | Position | 1992                 |           |
| LSG-00453.01 | 395961    | "LSG "Polisina" in den Gemarkungen Ochsenfurt und Frickenhausen" | Unterfranken                                                 | 58,89            | Position | 1991                 |           |
| LSG-00398.01 | 395906    | "LSG "Ponlachgraben mit angrenzenden Laubwaldteilen" | Oberbayern                                                   | 11,16            | Position | 1987                 |           |
| LSG-00520.01 | 396041    | "LSG "Raistinger Lichtenau und Tal der Rott zwischen Stillern und Zellsee" | Oberbayern                                                   | 516,7            | Position | 1998                 |           |
| LSG-00531.01 | 396064    | "LSG "Rankenkomplex westlich von Irgertsheim" | Oberbayern                                                   | 3,72             | Position | 1999                 |           |
| LSG-00081.02 | 395503    | "LSG "Regnitzauen" | Oberfranken                                                  | 77,06            | Position |                      |           |
| LSG-00495.01 | 396003    | "LSG "Regnitzgrund" | Oberfranken                                                  | 217,42           | Position | 1995                 |           |
| LSG-00578.01 | 396127    | "LSG "Rohrenstädter Bachtal" | Oberpfalz                                                    | 825,9            | Position |                      |           |
| LSG-00392.01 | 395900    | "LSG "Rosenberg" im Gebiet der Stadt Kronach, Landkreis Kronach" | Oberfranken                                                  | 195,76           | Position | 1986                 |           |
| LSG-00512.01 | 396023    | "LSG "Roßtal" | Mittelfranken                                                | 1612,14          | Position | 1997                 |           |
| LSG-00383.01 | 395891    | "LSG "Rostwald/Stanggaß" | Oberbayern                                                   | 326,2            | Position | 1986                 |           |
| LSG-00418.01 | 395926    | "LSG "Rote Filze nördlich Bad Aibling" | Oberbayern                                                   | 54,01            | Position | 1988                 |           |
| LSG-00479.01 | 395987    | "LSG "Röthelbachtal" im Gebiet der Stadt Bamberg" | Oberfranken                                                  | 13,75            | Position | 1994                 |           |
| LSG-00117.01 | 395545    | "LSG "Rothenbürger Weiher" | Oberpfalz                                                    | 270,47           | Position | 1963                 |           |
| LSG-00518.01 | 396039    | "LSG "Rottachtobel" | Schwaben                                                     | 72,28            | Position | 1998                 |           |
| LSG-00402.01 | 395910    | "LSG "Rotwand" | Oberbayern                                                   | 4349,61          | Position | 1987                 |           |
| LSG-00330.01 | 395820    | "LSG "Saaletal" im Gebiet der Stadt Hof und des Landkreises Hof" | Oberfranken                                                  | 2619,24          | Position | 1982                 |           |
| LSG-00289.01 | 395767    | "LSG "Salzachtal" im Gebiet der Gemeinde Haiming, der Stadt Burghausen und der Gemeinden Raitenhaslach und Burgkirchen an der Alz" | Oberbayern                                                   | 1092,88          | Position | 1977                 |           |
| LSG-00559.01 | 396110    | "LSG "Sandrachaue südwestlich von Unterbrunnenreuth" | Oberbayern                                                   | 14,94            | Position | 2002                 |           |
| LSG-00484.01 | 395992    | "LSG "Scharwerkholz" | Oberbayern                                                   | 18,77            | Position | 1994                 |           |
| LSG-00317.01 | 395804    | "LSG "Schloßpark Fantaisie" im Gebiet der Stadt Bayreuth und des Landkreises Bayreuth" | Oberfranken                                                  | 117,89           | Position | 1980                 |           |
| LSG-00292.01 | 395769    | "LSG "Schobertsberg" im Landkreis Bayreuth" | Oberfranken                                                  | 219,2            | Position | 1978                 |           |
| LSG-00584.01 | 396134    | "LSG "Schutz von Landschaftsteilen im Hügelland östlich Schweinbach - Stadtgrenze - ST 2045" | Niederbayern                                                 | 72,94            | Position |                      |           |
| LSG-00490.01 | 395998    | "LSG "Schwabelsberger Weiher" | Schwaben                                                     | 18,86            | Position | 1995                 |           |
| LSG-00434.01 | 395942    | "LSG "Seehamer See mit Wattersdorfer Moor" | Oberbayern                                                   | 532,48           | Position | 1989                 |           |
| LSG-00110.01 | 395538    | "LSG "Seidlersreuther Weiher" | Oberpfalz                                                    | 46,65            | Position | 1963                 |           |
| LSG-00380.01 | 395888    | "LSG "Selbitztal mit Nebentälern" im Gebiet des Landkreis Hof" | Oberfranken                                                  | 1357,86          | Position | 1985                 |           |
| LSG-00397.01 | 395905    | "LSG "Sempt- und Schwillachtal" | Oberbayern                                                   | 1555,33          | Position | 1986                 |           |
| LSG-00577.01 | 396126    | "LSG "Sindlbachtal" | Oberpfalz                                                    | 868,82           | Position |                      |           |
| LSG-00299.01 | 395778    | "LSG "Starnberger See - Ost" | Oberbayern                                                   | 2955,62          | Position | 1979                 |           |
| LSG-00363.01 | 395872    | "LSG "Steinachtal mit Nebentälern" im Gebiet der Landkreise Hof und Kulmbach" | Oberfranken                                                  | 1664,29          | Position | 1984                 |           |
| LSG-00504.01 | 396015    | "LSG "Steinachtal mit Oschenberg" | Oberfranken                                                  | 2264,94          | Position | 1996                 |           |
| LSG-00406.01 | 395914    | "LSG "Steinsee, Moosach, Doblbach, Brucker Moos und Umgebung" | Oberbayern                                                   | 2486,92          | Position | 1987                 |           |
| LSG-00461.01 | 395969    | "LSG "Sutten und Umgebung" | Oberbayern                                                   | 674              | Position | 1992                 |           |
| LSG-00437.01 | 395945    | "LSG "Talau der Pensenwiesen" im Gebiet der Stadt Bayreuth" | Oberfranken                                                  | 113,83           | Position | 1989                 |           |
| LSG-00438.01 | 395946    | "LSG "Talau des Mistelbaches" im Gebiet der Stadt Bayreuth" | Oberfranken                                                  | 51,36            | Position | 1989                 |           |
| LSG-00410.01 | 395918    | "LSG "Talau des Sendelbaches und des Tappert" im Gebiet der Stadt Bayreuth" | Oberfranken                                                  | 103,95           | Position | 1988                 |           |
| LSG-00447.01 | 395955    | "LSG "Täler der Tauber, Gollach, Steinach und umgebende Wälder" in den Gemarkungen Aub, Baldersheim, Burgerroth, Bieberehren, Buch, Klingen, Strüth, Aufstetten, Tauberrettersheim und Riedenheim"                                                                | Unterfranken                                                 | 2858,95          | Position | 1990                 |           |
| LSG-00391.01 | 395899    | "LSG "Teuschnitz Au" im Gebiet der Stadt Teuschnitz, Landkreis Kronach" | Oberfranken                                                  | 94,21            | Position | 1986                 |           |
| LSG-00351.01 | 395859    | "LSG "Theresienstein" der Stadt Hof" | Oberfranken                                                  | 131,7            | Position | 1983                 |           |
| LSG-00385.01 | 395893    | "LSG "Thumsee", Stadt Bad Reichenhall und Gemeinde Schneizlreuth" | Oberbayern                                                   | 1074,66          | Position | 1986                 |           |
| LSG-00016.01 | 395459    | "LSG "Toteiskessel" zwischen Burggen und Bernbeuren" | Oberbayern                                                   | 15,08            | Position | 1952                 |           |
| LSG-00376.01 | 395885    | "LSG "Toteiskessellandschaft Kastenseeon" im Markt Glonn und der Gemeinde Egmating" | Oberbayern                                                   | 575,59           | Position | 1985                 |           |
| LSG-00423.01 | 395931    | "LSG "Tuffberg südlich von Vagen" | Oberbayern                                                   | 75,9             | Position | 1988                 |           |
| LSG-00456.01 | 395964    | "LSG "Tüttensee" | Oberbayern                                                   | 66,6             | Position | 1991                 |           |
| LSG-00557.01 | 396108    | "LSG "Tyrolsberg" | Oberpfalz                                                    | 687,96           | Position | 2001                 |           |
| LSG-00386.01 | 395894    | "LSG "Üchtelhäuser Grund" | Unterfranken                                                 | 39,55            | Position | 1986                 |           |
| LSG-00368.01 | 395877    | "LSG "Ufergebiet am Starnberger See" Bernried, Seeshaupt" | Oberbayern                                                   | 724,21           | Position | 1985                 |           |
| LSG-00433.01 | 395941    | "LSG "Umgebung des Alten und Neuen Sees" | Unterfranken                                                 | 158,18           | Position | 1989                 |           |
| LSG-00293.03 | 395772    | "LSG "Unter- und Oberhübnerwald" in der Gemarkung Stockstadt" | Unterfranken                                                 | 950              | Position | 1978                 |           |
| LSG-00551.01 | 396102    | "LSG "Untere Leitzach" | Oberbayern                                                   | 90,97            | Position | 2001                 |           |
| LSG-00416.01 | 395924    | "LSG "Unteres Rotmaintal" im Gebiet der Landkreise Bayreuth und Kulmbach sowie der Stadt Bayreuth" | Oberfranken                                                  | 1133,76          | Position | 1988                 |           |
| LSG-00442.01 | 395950    | "LSG "Untersberg mit Randgebieten", Gemeinde Bischofswiesen, Markt Berchtesgaden und Markt Marktschellenberg sowie das gemeindefreie Gebiet Schellenberger Forst"                                                                                                 | Oberbayern                                                   | 3595,47          | Position | 1989                 |           |
| LSG-00492.01 | 396000    | "LSG "Walchensee" | Oberbayern                                                   | 3506,76          | Position | 1995                 |           |
| LSG-00404.01 | 395912    | "LSG "Weidsee" | Oberbayern                                                   | 101,26           | Position | 1987                 |           |
| LSG-00459.01 | 395967    | "LSG "Weipoltshäuser- und Jeusing-Grund" | Unterfranken                                                 | 366,27           | Position | 1992                 |           |
| LSG-00525.01 | 396058    | "LSG "Wolfzahnau" | Schwaben                                                     | 74,14            | Position | 1998                 |           |
| LSG-00381.01 | 395889    | "LSG "Zeller Grund" | Unterfranken                                                 | 106,21           | Position | 1986                 |           |
| LSG-00345.01 | 395853    | "LSG "Zucheringer Wäldchen" | Oberbayern                                                   | 72,42            | Position | 1983                 |           |
| LSG-00224.01 | 395702    | LSG auf dem Tumpen und dem Krumbichl, Gemeinde Marzoll | Oberbayern                                                   | 81,23            | Position | 1971                 |           |
| LSG-00037.01 | 395474    | LSG Baarer Weiher | Oberbayern                                                   | 117,92           | Position | 1954                 |           |
| LSG-00280.01 | 395755    | LSG Bahnhofswald im Gebiet der Gemeinden Neubiberg und Ottobrunn | Oberbayern                                                   | 23,9             | Position | 1976                 |           |
| LSG-00347.01 | 395855    | LSG Barmstein, Gemarkung Scheffau, Markt Marktschellenberg | Oberbayern                                                   | 148,5            | Position | 1983                 |           |
| LSG-00348.01 | 395856    | LSG Burgergraben, Gemeinde Bischofswiesen | Oberbayern                                                   | 9,91             | Position | 1983                 |           |
| LSG-00113.01 | 395541    | LSG Deisenhofener Forst | Oberbayern                                                   | 2173,91          | Position | 1963                 |           |
| LSG-00114.01 | 395542    | LSG Forstenrieder Park einschließlich Forst Kasten und Fürstenrieder Wald | Oberbayern                                                   | 4911,02          | Position | 1963                 |           |
| LSG-00017.01 | 395460    | LSG Gögginger Wäldchen | Schwaben                                                     | 39,79            | Position |                      |           |
| LSG-00596.01 | 396145    | LSG Hartelholz, Stadt München | Oberbayern                                                   | 115,87           | Position |                      |           |
| LSG-00198.01 | 395679    | LSG Hofoldinger und Höhenkirchner Forst | Oberbayern                                                   | 5013,85          | Position | 1971                 |           |
| LSG-00219.01 | 395697    | LSG Höglwörther See, Gemeinde Anger | Oberbayern                                                   | 123,28           | Position | 1971                 |           |
| LSG-00478.01 | 395986    | LSG Hohenkastener Filz mit Stadler Weiher und Mühlgraben, Eberfing | Oberbayern                                                   | 176,44           | Position | 1994                 |           |
| LSG-00293.01 | 395770    | LSG in den Gemarkungen Kahl am Main und Alzenau in Ufr. | Unterfranken                                                 | 2570,61          | Position | 1978                 |           |
| LSG-00562.01 | 396112    | LSG innerhalb des Naturparks Bayerischer Odenwald (ehemals Schutzzone) | Unterfranken                                                 | 30550,02         | Position | 1982                 |           |
| LSG-00571.01 | 396121    | LSG innerhalb des Naturparks Fichtelgebirge (ehemals Schutzzone) | Oberpfalz                                                    | 6487,49          | Position | 1990                 |           |
| LSG-00570.01 | 396120    | LSG innerhalb des Naturparks Frankenhöhe (ehemals Schutzzone) | Mittelfranken                                                | 76583,5          | Position | 1988                 |           |
| LSG-00566.01 | 396116    | LSG innerhalb des Naturparks Fränkische Schweiz - Veldensteiner Forst (ehemals Schutzzone) | Oberpfalz                                                    | 11981,99         | Position | 1995                 |           |
| LSG-00573.01 | 396122    | LSG innerhalb des Naturparks Haßberge (ehemals Schutzzone) | Unterfranken, Oberfranken                                    | 56117,93         | Position | 1987                 |           |
| LSG-00564.01 | 396114    | LSG innerhalb des Naturparks Nördlicher Oberpfälzer Wald (ehemals Schutzzone) | Oberpfalz                                                    | 44275,79         | Position | 1997                 |           |
| LSG-00567.01 | 396117    | LSG innerhalb des Naturparks Oberpfälzer Wald (ehemals Schutzzone) | Oberpfalz                                                    | 55856,75         | Position | 1995                 |           |
| LSG-00561.01 | 396111    | LSG innerhalb des Naturparks Spessart (ehemals Schutzzone) | Unterfranken                                                 | 136069,38        | Position | 1982                 |           |
| LSG-00569.01 | 396119    | LSG innerhalb des Naturparks Steigerwald (ehemals Schutzzone) | Mittelfranken, Unterfranken, Oberfranken                     | 88660,48         | Position | 1988                 |           |
| LSG-00568.01 | 396118    | LSG innerhalb des Naturparks Steinwald (ehemals Schutzzone) | Oberpfalz                                                    | 13594,6          | Position | 1987                 |           |
| LSG-00202.01 | 395682    | LSG Isarauen | Oberbayern                                                   | 1103,75          | Position | 1971                 |           |
| LSG-00349.01 | 395857    | LSG Kulbinger Filz, Stadt Laufen | Oberbayern                                                   | 90,19            | Position | 1983                 |           |
| LSG-00220.01 | 395698    | LSG Lattengebirge | Oberbayern                                                   | 2946,27          | Position | 1971                 |           |
| LSG-00362.01 | 395871    | LSG Mohrhof | Mittelfranken                                                | 485,86           | Position | 1984                 |           |
| LSG-00304.01 | 395783    | LSG nördlich Zengermoos (Birkenwald) | Oberbayern                                                   | 226,61           | Position | 1979                 |           |
| LSG-00190.01 | 395659    | LSG Nuschelberg | Mittelfranken                                                | 533,48           | Position | 1970                 |           |
| LSG-00597.01 | 555552625 | LSG Ortsrand Neuried | Oberbayern                                                   | 23,64            | Position | 2012                 |           |
| LSG-00146.01 | 395618    | LSG Ostmarkstraße - nördlicher Teil | Oberpfalz                                                    | 558,93           | Position | 1967                 |           |
| LSG-00534.01 | 396067    | LSG Perlacher und Grünwalder Forst einschließlich des Gleißentales | Oberbayern                                                   | 3447,65          | Position | 2000                 |           |
| LSG-00123.01 | 395585    | LSG Planegger Holz | Oberbayern                                                   | 364,04           | Position | 1965                 |           |
| LSG-00477.01 | 395985    | LSG Regnitztal bei Unterkotzau im Gebiet der Stadt Hof | Oberfranken                                                  | 8,97             | Position | 1993                 |           |
| LSG-00583.01 | 396133    | LSG Rückersdorf | Mittelfranken                                                | 158,68           | Position | 2005                 |           |
| LSG-00226.01 | 395704    | LSG Saalachauen nördlich Bad Reichenhall | Oberbayern                                                   | 533,51           | Position | 1971                 |           |
| LSG-00264.01 | 395742    | LSG Schönberg in den Gemeinden Deining und Egling, jetzt Egling, Landkreis Bad Tölz-Wolfratshausen | Oberbayern                                                   | 213,57           | Position | 1973                 |           |
| LSG-00038.01 | 395475    | LSG Sophienberg | Oberfranken                                                  | 347,35           | Position | 1954                 |           |
| LSG-00485.01 | 395993    | LSG Stein | Mittelfranken                                                | 697,92           | Position | 1994                 |           |
| LSG-00310.01 | 395797    | LSG Steinhausener Burgberg und Quellsumpf im Gebiet der Gemeinde Erlbach | Oberbayern                                                   | 25,27            | Position | 1979                 |           |
| LSG-00286.01 | 395764    | LSG Südliches Gleißental im Gebiet der Gemeinden Dingharting und Oberbiberg | Oberbayern                                                   | 265,95           | Position | 1977                 |           |
| LSG-00341.01 | 395849    | LSG Sylvensteinsee und oberes Isartal in den Gemeinden Lenggries und Jachenau | Oberbayern                                                   | 5105,16          | Position |                      |           |
| LSG-00346.01 | 395854    | LSG Taubensee, Gemeinde Ramsau bei Berchtesgaden | Oberbayern                                                   | 28,7             | Position | 1983                 |           |
| LSG-00021.01 | 395464    | LSG Wertachauen zwischen Inningen und Göggingen | Schwaben                                                     | 223,65           | Position |                      |           |
| LSG-00316.01 | 395803    | LSG Wittelsbacherpark | Schwaben                                                     | 20,8             | Position |                      |           |
| LSG-00105.07 | 395533    | Magdalenenthal | Oberpfalz                                                    | 317,94           | Position | 1962                 |           |
| LSG-00473.01 | 395981    | Mainauelandschaft bei Sennfeld | Unterfranken                                                 | 50,01            | Position | 1993                 |           |
| LSG-00083.01 | 395504    | Maintalschutzlandschaft Thüngersheim | Unterfranken                                                 | 283,22           | Position | 1956                 |           |
| LSG-00594.01 | 396143    | Mainwiesen | Unterfranken                                                 | 50,68            | Position |                      |           |
| LSG-00451.01 | 395959    | Marienhöhe und Stoffelsberg | Schwaben                                                     | 26,62            | Position | 1990                 |           |
| LSG-00340.08 | 395837    | Meilwald mit Eisgrube | Mittelfranken                                                | 226,38           | Position |                      |           |
| LSG-00523.12 | 396055    | Michelbachtal | Mittelfranken                                                | 45,59            | Position | 1998                 |           |
| LSG-00309.08 | 395795    | Mittlere Amper, Weiher-Einfang Fürstenfeldbruck | Oberbayern                                                   | 541,69           | Position | 1979                 |           |
| LSG-00517.08 | 396035    | mittlerer Abschnitt des Schwabachtales | Mittelfranken                                                | 20,83            | Position | 1998                 |           |
| LSG-00340.03 | 395832    | Mönau | Mittelfranken                                                | 554,53           | Position | 2004                 |           |
| LSG-00340.06 | 395835    | Moorbachtal | Mittelfranken                                                | 49,55            | Position | 2004                 |           |
| LSG-00326.02 | 395815    | Mooshamer Weiher | Oberbayern                                                   | 53,12            | Position | 1981                 |           |
| LSG-00454.01 | 395962    | Mühlbachtal | Schwaben                                                     | 684,11           | Position | 1991                 |           |
| LSG-00517.03 | 396030    | Mündungsgebiet von Rednitz und Schwabach | Mittelfranken                                                | 319,24           | Position | 1998                 |           |
| LSG-00266.03 | 395745    | Muppberg | Oberfranken                                                  | 247,44           | Position | 1973                 |           |
| LSG-00468.01 | 395976    | Nagelfluhkette (Hochgratkette) | Schwaben                                                     | 5687,92          | Position | 1992                 |           |
| LSG-00183.01 | 395654    | Niedersonthofener See | Schwaben                                                     | 687,66           | Position | 1970                 |           |
| LSG-00517.10 | 396037    | Nördlicher Abschnitt des Rednitztales | Mittelfranken                                                | 94,22            | Position | 1998                 |           |
| LSG-00254.01 | 395732    | Nördlicher Riesrand | Schwaben                                                     | 8425             | Position | 1973                 |           |
| LSG-00486.01 | 395994    | Notzinger Weiher und Umgebung | Oberbayern                                                   | 118,96           | Position | 1994                 |           |
| LSG-00588.01 | 396137    | Nymphenburg | Oberbayern                                                   | 287,35           | Position |                      |           |
| LSG-00309.01 | 395788    | Obere Amper | Oberbayern                                                   | 2135,82          | Position | 1979                 |           |
| LSG-00125.06 | 395592    | Obere Vils zwischen Reisach und Irlbach | Oberpfalz                                                    | 275,03           | Position | 1965                 |           |
| LSG-00579.01 | 396128    | Oberer Bayerischer Wald | Oberpfalz                                                    | 130856,16        | Position |                      |           |
| LSG-00579.02 | 396129    | Oberer Bayerischer Wald | Oberpfalz                                                    | 17415,64         | Position |                      |           |
| LSG-00415.01 | 395923    | Oberes Günztal | Schwaben                                                     | 175,23           | Position | 1988                 |           |
| LSG-00140.01 | 395613    | Oberes Kesseltal | Schwaben                                                     | 1062,64          | Position | 1967                 |           |
| LSG-00119.07 | 395552    | Oberes Naabtal: Münchshofer Berg mit Brunnberg von Burglengenfeld | Oberpfalz                                                    | 343,69           | Position | 1964                 |           |
| LSG-00119.02 | 395548    | Oberes Naabtal: Naabeck - Strießendorf | Oberpfalz                                                    | 96,11            | Position | 1964                 |           |
| LSG-00517.01 | 396028    | Oberes Schwabachtal mit Nadlersbach und Mittelbach | Mittelfranken                                                | 596,23           | Position | 1998                 |           |
| LSG-00261.01 | 395739    | Ochsenfurter Forst und Hübnerholz | Unterfranken                                                 | 146,47           | Position | 1973                 |           |
| LSG-00517.02 | 396029    | "östlicher Abschnitt des westlich-östlich gerichteten Talgrundes "Pointwiesen" | Mittelfranken                                                | 18,54            | Position | 1998                 |           |
| LSG-00476.01 | 395984    | Paartal | Oberbayern                                                   | 2415,64          | Position | 1993                 |           |
| LSG-00309.06 | 395793    | Parsberg | Oberbayern                                                   | 488,51           | Position | 1979                 |           |
| LSG-00536.05 | 396073    | Pegnitztal Ost | Mittelfranken                                                | 261,16           | Position | 2000                 |           |
| LSG-00536.07 | 396075    | Pegnitztal West | Mittelfranken                                                | 59,38            | Position | 2000                 |           |
| LSG-00112.01 | 395540    | Pfannental | Schwaben                                                     | 740,86           | Position | 1963                 |           |
| LSG-00528.01 | 396061    | Pfuhler, Finninger und Bauernried | Schwaben                                                     | 1884,34          | Position | 1998                 |           |
| LSG-00592.01 | 396141    | Pilsachtal, Wünnaubachtal und Pfeffershofener Bachtal | Oberpfalz                                                    | 917,1            | Position |                      |           |
| LSG-00538.01 | 396089    | Polder Straubing | Niederbayern                                                 | 422,66           | Position | 2000                 |           |
| LSG-00191.06 | 395664    | Poppberg | Oberpfalz                                                    | 71,09            | Position | 1970                 |           |
| LSG-00523.06 | 396049    | Poppenreuther Landgraben | Mittelfranken                                                | 4,81             | Position | 1998                 |           |
| LSG-00505.01 | 396016    | Quellgebiet der Schwillach | Oberbayern                                                   | 162,46           | Position | 1997                 |           |
| LSG-00507.01 | 396018    | Ramsachleiten und Alte Loisach bei Murnau am Staffelsee | Oberbayern                                                   | 259,52           | Position | 1997                 |           |
| LSG-00408.01 | 395916    | Rauhenzeller Moos | Schwaben                                                     | 304,31           | Position | 1987                 |           |
| LSG-00523.01 | 396044    | Rednitz-, Pegnitz- und Regnitztalsystem | Mittelfranken                                                | 696,48           | Position | 1998                 |           |
| LSG-00536.04 | 396072    | Rednitztal - Mitte | Mittelfranken                                                | 280,75           | Position | 2000                 |           |
| LSG-00536.10 | 396078    | Rednitztal - Nord | Mittelfranken                                                | 41,39            | Position | 2000                 |           |
| LSG-00536.17 | 396085    | Rednitztal - Süd | Mittelfranken                                                | 261,97           | Position | 2000                 |           |
| LSG-00340.07 | 395836    | Regnitztal | Mittelfranken                                                | 927,48           | Position | 2004                 |           |
| LSG-00313.01 | 395800    | Riedgraben bei Laub | Schwaben                                                     | 17,89            | Position | 1980                 |           |
| LSG-00325.01 | 395813    | Riegelberg bei Holheim | Schwaben                                                     | 62               | Position | 1981                 |           |
| LSG-00340.12 | 395841    | Rittersbachtal | Mittelfranken                                                | 68,69            | Position | 2004                 |           |
| LSG-00340.16 | 395845    | Römerreuth und Umgebung | Mittelfranken                                                | 107,88           | Position | 1983                 |           |
| LSG-00266.02 | 395744    | Rosenau | Oberfranken                                                  | 122,48           | Position | 1973                 |           |
| LSG-00549.01 | 396100    | Roter Bühl | Oberfranken                                                  | 1626,16          | Position | 2001                 |           |
| LSG-00035.01 | 395472    | Rottenbachsgrund | Oberfranken                                                  | 19,65            | Position | 1954                 |           |
| LSG-00497.01 | 396005    | Saalach-Salzachauen | Oberbayern                                                   | 504,93           | Position | 1996                 |           |
| LSG-00191.17 | 395672    | Sackdillinger-Krottenseer Forst | Oberpfalz                                                    | 306,37           | Position | 1970                 |           |
| LSG-00258.01 | 395736    | Sandberg bei Ahorn | Oberfranken                                                  | 117,73           | Position | 1973                 |           |
| LSG-00474.01 | 395982    | Säugries | Oberfranken                                                  | 85,71            | Position | 1993                 |           |
| LSG-00092.02 | 395512    | Schellenberg in den Gemeinden Kirchberg-Simbach und Erlach | Niederbayern                                                 | 304,58           | Position | 1960                 |           |
| LSG-00523.10 | 396053    | Scherbsgraben | Mittelfranken                                                | 11,64            | Position | 1998                 |           |
| LSG-00323.01 | 395810    | Schloßberg in der Gemeinde Leiblfing | Niederbayern                                                 | 8,03             | Position | 1981                 |           |
| LSG-00104.01 | 395525    | Schloßberg mit Ruine Helfenburg | Oberpfalz                                                    | 27,02            | Position | 1962                 |           |
| LSG-00353.01 | 395861    | Schmähingen Nord | Schwaben                                                     | 10,36            | Position | 1984                 |           |
| LSG-00353.02 | 395862    | Schmähingen West | Schwaben                                                     | 28,09            | Position | 1984                 |           |
| LSG-00536.16 | 396084    | Schmausenbuck | Mittelfranken                                                | 134,36           | Position | 2000                 |           |
| LSG-00360.01 | 395869    | Schmutterwäldchen bei Bäumenheim | Schwaben                                                     | 13,19            | Position | 1984                 |           |
| LSG-00025.01 | 395467    | "Schutz der "Äußeren Lohe" westlich des Penzinger Sees (zwischen den Ortschaften Neudeck und Penzing, Landkreis Wasserburg)" | Oberbayern                                                   | 5,6              | Position | 1953                 |           |
| LSG-00059.01 | 395485    | "Schutz der "Osterseen" und ihrer Umgebung in den Gemeinden Frauenrain, Iffeldorf und Seeshaupt" | Oberbayern                                                   | 1234,94          | Position | 1955                 |           |
| LSG-00033.01 | 395470    | "Schutz der "Sachsenruhe" in Bad Steben" | Oberfranken                                                  | 1,62             | Position | 1954                 |           |
| LSG-00252.01 | 395730    | Schutz der Donau-Auen in den Städten Lauingen und Dillingen an der Donau | Schwaben                                                     | 312,81           | Position | 1973                 |           |
| LSG-00400.01 | 395908    | "Schutz der Donauauen östlich der Stadt Neuburg in der Stadt Neuburg und den Gemeinden Weichering und Bergheim, Landkreis Neuburg sowie des Gebietes "Branst" in der Gemeinde Weichering als LSG"                                                                 | Oberbayern                                                   | 1907,92          | Position | 1987                 |           |
| LSG-00265.01 | 395743    | Schutz der Donautallandschaft mit den Winzerer Höhen | Oberpfalz                                                    | 710,1            | Position | 1973                 |           |
| LSG-00550.01 | 396101    | Schutz der Egartenlandschaft um Miesbach | Oberbayern                                                   | 12508,13         | Position | 2001                 |           |
| LSG-00322.01 | 395809    | Schutz der Grünflächen an der Mangfall (LSG Mangfall) | Oberbayern                                                   | 98,89            | Position | 1981                 |           |
| LSG-00008.01 | 395452    | Schutz der Innauen bei Vogtareuth | Oberbayern                                                   | 444,24           | Position | 1951                 |           |
| LSG-00279.01 | 395754    | "Schutz der Landschaftsräume "Altenburg - Rothof" im Gebiet der Stadt Bamberg" | Oberfranken                                                  | 80,58            | Position | 1976                 |           |
| LSG-00278.01 | 395753    | "Schutz der Landschaftsräume "Leinritt" und "Bamberger Hain" im Gebiet der Stadt Bamberg" | Oberfranken                                                  | 89,19            | Position | 1976                 |           |
| LSG-00295.01 | 395774    | Schutz der Loisach- und Erlfilze im Gebiet der Stadt Penzberg und der Gemeinde Sindelsdorf | Oberbayern                                                   | 294,49           | Position | 1978                 |           |
| LSG-00350.01 | 395858    | Schutz der Paarauen im Gebiet der Stadt Schrobenhausen, Stadtteil Mühlried und der Gemeinde Waidhofen | Oberbayern                                                   | 583,88           | Position | 1983                 |           |
| LSG-00238.01 | 395714    | Schutz der Paarauen in den Gemeinden Hörzhausen, Peutenhausen und der Stadt Schrobenhausen, Landkreis Schrobenhausen | Oberbayern                                                   | 704,71           | Position | 1972                 |           |
| LSG-00107.01 | 395535    | Schutz der Ruinen Hohenfreyberg - Eisenberg im Landkreis Füssen | Schwaben                                                     | 191,31           | Position | 1962                 |           |
| LSG-00057.01 | 395484    | "Schutz der Umgebung des Naturschutzgebietes "Mettenhamer Filz" im Landkreis Traunstein" | Oberbayern                                                   | 83,89            | Position | 1955                 |           |
| LSG-00515.01 | 396026    | Schutz der Weiherkette in der Stadt Ebersberg als LSG | Oberbayern                                                   | 154,18           | Position | 1998                 |           |
| LSG-00068.01 | 395493    | "Schutz des "Breitfilzes" Gemarkung Schönberg, Landkreis Schongau" | Oberbayern                                                   | 31,62            | Position | 1955                 |           |
| LSG-00432.01 | 395940    | "Schutz des "Donautales westlich von Neuburg" im Gebiet der Stadt Neuburg sowie der Märkte Burgheim und Rennertshofen und der Gemeinde Oberhausen, Landkreis Neuburg-Schrobenhausen"                                                                              | Oberbayern                                                   | 2439,59          | Position | 1989                 |           |
| LSG-00275.01 | 395752    | "Schutz des "Eichenhaines" nordwestlich Unterigling in der Gemeinde Igling" | Oberbayern                                                   | 3,56             | Position | 1975                 |           |
| LSG-00244.01 | 395722    | "Schutz des "Engelsrieder Sees" in der Gemeinde Rott als LSG" | Oberbayern                                                   | 83,01            | Position | 1972                 |           |
| LSG-00229.01 | 395707    | "Schutz des "Haslacher Sees" in den Gemeinden Burggen u. Bernbeuren" | Oberbayern                                                   | 97,71            | Position | 1972                 |           |
| LSG-00405.01 | 395913    | "Schutz des "Laich bei Ludwigsmoos (Sandizeller Laich)" als LSG im Gebiet der Gemeinde Königsmoos, Landkreis Neuburg-Schrobenhausen" | Oberbayern                                                   | 12,66            | Position | 1987                 |           |
| LSG-00187.01 | 395657    | "Schutz des "Oberhauser Weihers mit westlichem Umland" in den Gemeinden Dettenschwang, Issing, Ludenhausen und Thaining als LSG" | Oberbayern                                                   | 359,63           | Position | 1970                 |           |
| LSG-00412.01 | 395920    | "Schutz des "Polnhölzl" als LSG im Gebiet der Gemeinde Karlskron, Landkreis Neuburg-Schrobenhausen" | Oberbayern                                                   | 3,82             | Position | 1988                 |           |
| LSG-00242.01 | 395720    | "Schutz des "Westerholzes" in den Gemeinden Kaufering, Scheuring und Weil als LSG" | Oberbayern                                                   | 600,1            | Position | 1972                 |           |
| LSG-00241.02 | 395719    | "Schutz des "Windachtales" im Markt Dießen a. Ammersee und den Gemeinden Hofstetten, Finning und Windach als LSG" | Oberbayern                                                   | 293,19           | Position | 1972                 |           |
| LSG-00303.01 | 395782    | Schutz des Abtsdorfer Sees und der ihn umgebenden Landschaft | Oberbayern                                                   | 551,62           | Position | 1979                 |           |
| LSG-00047.01 | 395477    | Schutz des Auerbachtales einschl. Regau (am Förchenbach) und Bichlersee, Gemeinden Niederaudorf, Oberaudorf, Flintsbach und Kiefersfelden | Oberbayern                                                   | 4219,15          | Position | 1955                 |           |
| LSG-00185.01 | 395655    | Schutz des Auwaldes an der Ach in der Gemarkung Grimolzhausen (Pöttmes) | Schwaben                                                     | 11,23            | Position | 1970                 |           |
| LSG-00208.01 | 395688    | Schutz des Bachlaufes samt Uferbewuchs zwischen Bergham und Polling im Bereich der Gemeinde Polling | Oberbayern                                                   | 4,14             | Position | 1971                 |           |
| LSG-00227.01 | 395705    | "Schutz des Bergkiefernbestandes "Beermoos" im gemeindefreien Gebiet Bayerdießen bei Abtsried (Markt Dießen am Ammersee) als LSG" | Oberbayern                                                   | 12,22            | Position | 1972                 |           |
| LSG-00338.01 | 395828    | Schutz des Brucker Forstes in der Stadt Neuburg und in der Gemeinde Weichering, Landkreis Neuburg-Schrobenhausen | Oberbayern                                                   | 828,35           | Position | 1983                 |           |
| LSG-00228.01 | 395706    | Schutz des Burgberges, Gemeinde Burggen | Oberbayern                                                   | 19,77            | Position | 1972                 |           |
| LSG-00396.01 | 395904    | "Schutz des Chiemsees, seiner Inseln und Ufergebiete in den Landkreisen Rosenheim und Traunstein als LSG ("Chiemsee-Schutzverordnung")" | Oberbayern                                                   | 12125,52         | Position | 1986                 |           |
| LSG-00354.01 | 395863    | Schutz des Ebersberger Forstes im Landkreis Ebersberg als LSG | Oberbayern                                                   | 7552,76          | Position | 1984                 |           |
| LSG-00514.01 | 396025    | Schutz des Egglburger Sees und Umgebung | Oberbayern                                                   | 163,61           | Position | 1998                 |           |
| LSG-00339.01 | 395829    | Schutz des Endmoränenzuges zwischen der Stadt Ebersberg und dem Markt Kirchseeon als LSG | Oberbayern                                                   | 368,03           | Position | 1983                 |           |
| LSG-00158.01 | 395628    | Schutz des Freudensees und von Landschaftsteilen um den Freudensee (LSG Freudensee) | Niederbayern                                                 | 12,82            | Position | 1968                 |           |
| LSG-00411.01 | 395919    | "Schutz des Gebietes "Am Albersbach" als LSG in der Gemeinde Brunnen, Landkreis Neuburg-Schrobenhausen" | Oberbayern                                                   | 7,12             | Position | 1988                 |           |
| LSG-00307.01 | 395786    | "Schutz des Gebietes des "Mühldorfer Hart" als LSG" | Oberbayern                                                   | 1147,15          | Position | 1979                 |           |
| LSG-00212.01 | 395692    | Schutz des Gebietes um die Wies in den Gemeinden Steingaden und Wildsteig | Oberbayern                                                   | 3014,77          | Position | 1971                 |           |
| LSG-00188.01 | 395658    | Schutz des Gebietes zwischen Katzenstein und Sonderhof | Schwaben                                                     | 210,58           | Position | 1970                 |           |
| LSG-00260.01 | 395738    | Schutz des Großen Topfen, Kleinen Dopfen und Dopfengraben | Schwaben                                                     | 3,99             | Position | 1973                 |           |
| LSG-00249.01 | 395727    | Schutz des Grüntengebietes, des Großen Waldes, der Deutschen Alpenstraße und des Wertachtales | Schwaben                                                     | 7621,92          | Position | 1972                 |           |
| LSG-00209.01 | 395689    | Schutz des Hirschberges, des Kerschlacher Forstes und der anschließenden Moränenlandschaft, Gemeinde Pähl | Oberbayern                                                   | 1473,91          | Position | 1971                 |           |
| LSG-00535.01 | 396068    | Schutz des Inntales | Oberbayern                                                   | 1465,96          | Position | 2000                 |           |
| LSG-00022.01 | 395465    | Schutz des Kempfinger Lohes bei Eichenried, Gemeinde Moosinning | Oberbayern                                                   | 9,65             | Position | 1953                 |           |
| LSG-00337.01 | 395827    | Schutz des Kitzelsees und seiner Umgebung in der Gemeinde Moosach und des Marktes Glonn als LSG | Oberbayern                                                   | 20,31            | Position | 1982                 |           |
| LSG-00335.01 | 395825    | "Schutz des Landschaftsraumes "Umgebung der Sulzheimer Gipshügel" in der Gemarkung Sulzheim, Landkreis Schweinfurt" | Unterfranken                                                 | 34,98            | Position | 1982                 |           |
| LSG-00428.01 | 395936    | Schutz des Landschaftsraumes im Gebiet des Landkreises Roth - Südliches Mittelfränkisches Becken östlich der Schwäbischen Rezat und der Rednitz mit Vorland der Mittleren Frankenalb (LSG Ost)                                                                    | Mittelfranken                                                | 25348,33         | Position | 1989                 |           |
| LSG-00427.01 | 395935    | "Schutz des Landschaftsraumes im Gebiet des Landkreises Roth - "Südliches Mittelfränkisches Becken westlich der Schwäbischen Rezat und der Rednitz mit Spalter Hügelland, Abenberger Hügelgruppe und Heidenberg" (LSG West)"                                      | Mittelfranken                                                | 14546,56         | Position | 1989                 |           |
| LSG-00203.01 | 395683    | "Schutz des Landschaftsteiles "Benediktenfilze" im Gebiet des Marktes Bruckmühl und der Gemeinde Beyharting" | Oberbayern                                                   | 79,51            | Position | 1971                 |           |
| LSG-00192.01 | 395673    | "Schutz des Landschaftsteiles "Eckersberg" im Bereich der Gemeinde Dettendorf, Landkreis Bad Aibling" | Oberbayern                                                   | 31,81            | Position | 1970                 |           |
| LSG-00086.01 | 395507    | Schutz des Landschaftsteiles Bergschloss in Lichtenfels | Oberfranken                                                  | 3,78             | Position | 1957                 |           |
| LSG-00069.01 | 395494    | "Schutz des Landschaftsteils "Wojaleite" | Oberfranken                                                  | 28,74            | Position | 1956                 |           |
| LSG-00096.01 | 395518    | Schutz des Landschaftsteils Buchberger- und Reschbachleite, im Bereich der Gemeinden Freyung, Hohenau, Kumreut und Wasching, Landkreis Wolfstein | Niederbayern                                                 | 181,59           | Position | 1961                 |           |
| LSG-00089.01 | 395509    | Schutz des Landschaftsteils Ilztal im Bereich des Stadt- und des Landkreises Passau | Niederbayern                                                 | 1219,64          | Position | 1960                 |           |
| LSG-00236.01 | 395712    | Schutz des Leitgeringer Sees und der ihn umgebenden Landschaft | Oberbayern                                                   | 85,12            | Position | 1972                 |           |
| LSG-00014.01 | 395457    | Schutz des Lindenbestandes östlich Schwaig im Bereich der Gemeinde Wildsteig | Oberbayern                                                   | 7,99             | Position | 1952                 |           |
| LSG-00305.01 | 395784    | Schutz des Mörnbachtales mit anschließender Hochterrasse und Teilen der Osterwiese im Bereich der Gemeinden Tüßling, Unterneukirchen und Garching an der Alz, Landkreis Altötting                                                                                 | Oberbayern                                                   | 623,9            | Position | 1979                 |           |
| LSG-00080.01 | 395502    | Schutz des nördlich Hochgreut in den Gemarkungen Wildpoldsried, Betzigau und Kraftisried gelegenen Bruckmooses | Schwaben                                                     | 131,05           | Position | 1956                 |           |
| LSG-00064.01 | 395489    | Schutz des Obersten Leitzachtales und seiner Umgebung bei Bayrischzell | Oberbayern                                                   | 3578,73          | Position | 1955                 |           |
| LSG-00018.01 | 395461    | Schutz des Pfaffinger Mooses bei Evenhausen | Oberbayern                                                   | 17,6             | Position | 1952                 |           |
| LSG-00207.01 | 395687    | Schutz des Quellmoorhanges bei Lippach im Bereich der Gemeinde Flossing | Oberbayern                                                   | 39,07            | Position | 1971                 |           |
| LSG-00195.01 | 395675    | Schutz des Riedes (Wittislinger Moor) | Schwaben                                                     | 43,23            | Position | 1970                 |           |
| LSG-00052.01 | 395480    | Schutz des Schliersees und seiner Umgebung | Oberbayern                                                   | 1539,97          | Position | 1955                 |           |
| LSG-00111.01 | 395539    | Schutz des Simssees und seiner Umgebung | Oberbayern                                                   | 2256,61          | Position | 1963                 |           |
| LSG-00243.01 | 395721    | Schutz des Singoldlaufes in den Gemeinden Holzhausen bei Buchloe und Igling als LSG | Oberbayern                                                   | 240,04           | Position | 1972                 |           |
| LSG-00010.01 | 395455    | "Schutz des sog. "Weitfilz" in der Staatswaldunterabteilung I 1f Jägerwald" | Oberbayern                                                   | 33,88            | Position | 1951                 |           |
| LSG-00054.01 | 395482    | Schutz des Soyensees und seiner Umgebung | Oberbayern                                                   | 72,74            | Position | 1955                 |           |
| LSG-00060.01 | 395486    | Schutz des Spitzingsees und seiner Umgebung | Oberbayern                                                   | 1547,59          | Position | 1955                 |           |
| LSG-00062.01 | 395488    | Schutz des Staffelseegebietes | Oberbayern                                                   | 2545,64          | Position | 1955                 |           |
| LSG-00072.01 | 395496    | Schutz des Tegernsees und Umgebung | Oberbayern                                                   | 9274,49          | Position | 1956                 |           |
| LSG-00217.01 | 395695    | Schutz des Thaler Waldes, Landkreis Griesbach im Rottal | Niederbayern                                                 | 461,19           | Position | 1971                 |           |
| LSG-00070.01 | 395495    | Schutz des Ulrichshögl, Gemeinde Ainring | Oberbayern                                                   | 78,66            | Position | 1956                 |           |
| LSG-00365.01 | 395874    | Schutz des Usseltales im Markt Rennertshofen, Landkreis Neuburg-Schrobenhausen | Oberbayern                                                   | 378,3            | Position | 1985                 |           |
| LSG-00237.01 | 395713    | Schutz des Waginger und Tachinger Sees und der umliegenden Landschaft | Oberbayern                                                   | 2350,96          | Position | 1972                 |           |
| LSG-00029.01 | 395468    | Schutz des Weissachtales | Oberbayern                                                   | 5327,28          | Position | 1953                 |           |
| LSG-00357.01 | 395866    | Schutz des Wellheimer Donautrockentales im Markt Rennertshofen, Landkreis Neuburg-Schrobenhausen | Oberbayern                                                   | 1921,4           | Position | 1984                 |           |
| LSG-00179.01 | 395651    | Schutz eines Auwaldgehölzes in der Gemarkung Grimolzhausen (Pöttmes) | Schwaben                                                     | 5,81             | Position | 1969                 |           |
| LSG-00274.01 | 395751    | Schutz eines Landschaftsraumes in der Gemarkung Großostheim, Landkreis Aschaffenburg - ehem. Kiesgrube Höfling | Unterfranken                                                 | 9,93             | Position | 1975                 |           |
| LSG-00079.01 | 395501    | Schutz eines Landschaftsstreifens beiderseits der Bundesstraße 305 (Alpenstraße) im Abschnitt Zwing-Sichertsau und des Rauschberges | Oberbayern                                                   | 1551,57          | Position | 1956                 |           |
| LSG-00002.01 | 390713    | Schutz eines Landschaftsteiles in der Gemeinde Jachenau, Hochmoor am Rauthof | Oberbayern                                                   | 8,02             | Position | 1949                 |           |
| LSG-00084.01 | 395505    | Schutz eines Landschaftsteils im Bereich der Stadt Schweinfurt und des Landkreises Schweinfurt | Unterfranken                                                 | 31,55            | Position | 1956                 |           |
| LSG-00093.01 | 395516    | Schutz eines Landschaftsteils in der Stadt Landshut (Gutenbergweg) | Niederbayern                                                 | 3,38             | Position | 1960                 |           |
| LSG-00097.01 | 395519    | Schutz eines Landschaftsteils in der Stadt Landshut (Restpfettrach) | Niederbayern                                                 | 0,5              | Position | 1961                 |           |
| LSG-00053.01 | 395481    | Schutz von Eicherloh und Umgebung, Gemeinde Finsing | Oberbayern                                                   | 432,39           | Position | 1955                 |           |
| LSG-00336.01 | 395826    | "Schutz von Landschaftsräumen am Riegsee (Landschaftsschutzverordnung "Riegsee")" | Oberbayern                                                   | 282,26           | Position | 1982                 |           |
| LSG-00399.01 | 395907    | Schutz von Landschaftsräumen im Bereich der Stadt Herzogenaurach | Mittelfranken                                                | 1598,55          | Position | 1987                 |           |
| LSG-00291.01 | 395768    | "Schutz von Landschaftsräumen im Gebiet der Landkreise Bayreuth und Kulmbach ("Trebgasttal")" | Oberfranken                                                  | 3199,06          | Position | 1978                 |           |
| LSG-00554.01 | 396105    | "Schutz von Landschaftsräumen im Gebiet der Stadt Bayreuth und der Landkreise Bayreuth und Kulmbach ("Hohe Warte / Maintalhang")" | Oberfranken                                                  | 1548,56          | Position | 2001                 |           |
| LSG-00272.01 | 395750    | "Schutz von Landschaftsräumen im Gebiet der Stadt Bayreuth und des Landkreises Bayreuth ("Roter Hügel/Oberpreuschwitz")" | Oberfranken                                                  | 135,46           | Position | 1975                 |           |
| LSG-00269.01 | 395747    | "Schutz von Landschaftsräumen im Gebiet der Stadt Hof und des Landkreises Hof ("Untreubachtal")" | Oberfranken                                                  | 834,03           | Position | 1974                 |           |
| LSG-00526.01 | 396059    | Schutz von Landschaftsteilen (Landschaftsschutzverordnung) - Kleiner Brombachsee | Mittelfranken                                                | 362,45           | Position | 1998                 |           |
| LSG-00469.01 | 395977    | Schutz von Landschaftsteilen (Landschaftsschutzverordnung) - Südhang Absberg | Mittelfranken                                                | 16,4             | Position | 1992                 |           |
| LSG-00196.01 | 395676    | "Schutz von Landschaftsteilen (LSG "Lamitzgrund" - Nördlicher Teil)" | Oberfranken                                                  | 549,96           | Position | 1970                 |           |
| LSG-00061.01 | 395487    | Schutz von Landschaftsteilen (LSG Weißenstein bei Stammbach, Landkreis Münchberg) Landkreis Hof | Oberfranken                                                  | 20,14            | Position | 1955                 |           |
| LSG-00225.01 | 395703    | Schutz von Landschaftsteilen am Ammersee-Südufer, Pähl | Oberbayern                                                   | 285,96           | Position | 1971                 |           |
| LSG-00169.01 | 395638    | Schutz von Landschaftsteilen an beiden Seiten des Inns zwischen den Gemeindeteilen Ebing (Gemeinde Pürten) und Ecksberg (Gemeinde Altmühldorf), Landkreis Mühldorf                                                                                                | Oberbayern                                                   | 85,49            | Position | 1969                 |           |
| LSG-00263.01 | 395741    | "Schutz von Landschaftsteilen an der Isar und deren Mündungsgebiet im Landkreis Deggendorf (LSG "Untere Isar")" | Niederbayern                                                 | 3282,64          | Position | 1973                 |           |
| LSG-00262.01 | 395740    | Schutz von Landschaftsteilen beiderseits der Iller in den Gemarkungen Legau, Maria Steinbach, Grönenbach und Kronburg | Schwaben                                                     | 888,49           | Position | 1973                 |           |
| LSG-00007.01 | 395451    | Schutz von Landschaftsteilen beiderseits der Ostmarkstraße Berneck-Weiden | Oberfranken                                                  | 8,17             | Position | 1951                 |           |
| LSG-00232.01 | 395708    | Schutz von Landschaftsteilen der Donau-Auen sowie des Speichersees der Staustufe Faimingen | Schwaben                                                     | 889,6            | Position | 1972                 |           |
| LSG-00333.01 | 395823    | Schutz von Landschaftsteilen der Isar-Hangleiten am Annaberg | Niederbayern                                                 | 4,66             | Position | 1982                 |           |
| LSG-00300.01 | 395779    | Schutz von Landschaftsteilen der Isar-Hangleiten im Bereich Klausenberg - Ochsenbuckel | Niederbayern                                                 | 16,67            | Position | 1979                 |           |
| LSG-00301.01 | 395780    | Schutz von Landschaftsteilen der Isar-Hangleiten zwischen B 299 neu und Schweinbachtal | Niederbayern                                                 | 108,6            | Position | 1979                 |           |
| LSG-00332.01 | 395822    | Schutz von Landschaftsteilen der Isar-Hangleiten zwischen Bernlochner Schluchtweg und Hagrainer Straße | Niederbayern                                                 | 2,07             | Position | 1982                 |           |
| LSG-00331.01 | 395821    | Schutz von Landschaftsteilen der Isar-Hangleiten zwischen Carossahöhe und B 299 neu | Niederbayern                                                 | 26,91            | Position | 1982                 |           |
| LSG-00302.01 | 395781    | Schutz von Landschaftsteilen der Isar-Hangleiten zwischen Schweinbachtal und der geplanten BAB A93 | Niederbayern                                                 | 174,28           | Position | 1979                 |           |
| LSG-00030.01 | 395469    | Schutz von Landschaftsteilen der Kurfürstenallee in Marktoberdorf | Schwaben                                                     | 48,9             | Position | 1954                 |           |
| LSG-00358.01 | 395867    | Schutz von Landschaftsteilen des Lech und seiner Uferbereiche zwischen Gründl, Gemeinde Prem und Niederwies, Markt Peiting (Bernbeuren, Steingaden, Burggen, Peiting)                                                                                             | Oberbayern                                                   | 743,23           | Position | 1984                 |           |
| LSG-00221.01 | 395699    | Schutz von Landschaftsteilen des Tiefenberger Mooses | Schwaben                                                     | 386,31           | Position | 1971                 |           |
| LSG-00248.01 | 395726    | Schutz von Landschaftsteilen im Bereich der Allgäuer Hochalpenkette mit Einschluss der Oberstdorfer Täler und des Hintersteiner Tales im Landkreis Oberallgäu | Schwaben                                                     | 19630,49         | Position | 1972                 |           |
| LSG-00006.01 | 395450    | Schutz von Landschaftsteilen im Bereich der Griesstätter Brücke, Gemarkung Feldkirchen, Griesstätt, Holzhausen, Ramerberg | Oberbayern                                                   | 402,85           | Position | 1950                 |           |
| LSG-00115.01 | 395543    | Schutz von Landschaftsteilen im Bereich der Stadt Füssen und der Gemeinden Weissensee, Eisenberg und Pfronten im Landkreis Füssen | Schwaben                                                     | 1469,5           | Position | 1963                 |           |
| LSG-00253.01 | 395731    | Schutz von Landschaftsteilen im Bereich der Stadt Harburg und der Gemarkung Großsorheim | Schwaben                                                     | 146,99           | Position | 1973                 |           |
| LSG-00078.01 | 395500    | Schutz von Landschaftsteilen im Bereich des Faulenbacher Tales, des Lechtales, des Schwanseetales und des Alpseegebietes im Landkreis Füssen | Schwaben                                                     | 1320,12          | Position | 1956                 |           |
| LSG-00091.01 | 395510    | Schutz von Landschaftsteilen im Bereich des Schartenkirchleins und des Schullandheims Solla | Niederbayern                                                 | 64,01            | Position | 1960                 |           |
| LSG-00098.01 | 395520    | "Schutz von Landschaftsteilen im Bereich des sog. "Bergl" nordöstlich von Ramsau in der Gemeinde Oberbuchen, jetzt Bad Heilbrunn" | Oberbayern                                                   | 1,01             | Position | 1961                 |           |
| LSG-00124.01 | 395586    | Schutz von Landschaftsteilen im Gebiet der Mitternacher Ohe von Gmünd bis Eberhardsreuth, Landkreis Grafenau | Niederbayern                                                 | 660,61           | Position | 1965                 |           |
| LSG-00197.01 | 395678    | Schutz von Landschaftsteilen im Gebiet der Stadt Kulmbach und des Landkreises Kulmbach (Metzdorfer Gründlein und Dobrachtal) | Oberfranken                                                  | 124,89           | Position | 1970                 |           |
| LSG-00222.01 | 395700    | "Schutz von Landschaftsteilen im Gebiet des Landkreises Höchstadt an der Aisch, LSG "Großdechsendorfer Weihergebiet" | Mittelfranken                                                | 490,75           | Position | 1971                 |           |
| LSG-00257.01 | 395735    | "Schutz von Landschaftsteilen im Gebiet des Landkreises Kulmbach - "Igelsweiher" | Oberfranken                                                  | 39,48            | Position | 1973                 |           |
| LSG-00245.01 | 395723    | "Schutz von Landschaftsteilen im Gebiet des Landkreises Kulmbach - "Patersberg - Wacholdergrund" | Oberfranken                                                  | 483,12           | Position | 1972                 |           |
| LSG-00214.01 | 395693    | Schutz von Landschaftsteilen im Hirschbachtal | Oberbayern                                                   | 1002,02          | Position | 1971                 |           |
| LSG-00155.01 | 395625    | Schutz von Landschaftsteilen im Isartal zwischen Icking und Königsdorf | Oberbayern                                                   | 1037,65          | Position | 1968                 |           |
| LSG-00044.01 | 395476    | Schutz von Landschaftsteilen im Landkreis Bayreuth (LSG Lüchaugraben zwischen Donndorf und Eckersdorf) | Oberfranken                                                  | 1,81             | Position | 1955                 |           |
| LSG-00019.01 | 395462    | "Schutz von Landschaftsteilen im Landkreis Eggenfelden, LSG "Park Schönau" | Niederbayern                                                 | 63,76            | Position | 1952                 |           |
| LSG-00073.01 | 395497    | Schutz von Landschaftsteilen im Landkreis Forchheim (LSG Burk) | Oberfranken                                                  | 20,24            | Position | 1956                 |           |
| LSG-00088.01 | 395508    | Schutz von Landschaftsteilen im Landkreis Forchheim (LSG Langensendelbach) | Oberfranken                                                  | 24,87            | Position | 1958                 |           |
| LSG-00051.01 | 395479    | "Schutz von Landschaftsteilen im Landkreis Lichtenfels, LSG "Katzogel" | Oberfranken                                                  | 10,26            | Position | 1955                 |           |
| LSG-00103.01 | 395524    | Schutz von Landschaftsteilen im Landkreis Pfarrkirchen, hier: Schloßpark in Thurnstein, Gemeinde Postmünster | Niederbayern                                                 | 5,01             | Position | 1962                 |           |
| LSG-00074.01 | 395498    | Schutz von Landschaftsteilen im Landkreis Schweinfurt | Unterfranken                                                 | 90,46            | Position | 1956                 |           |
| LSG-00282.01 | 395760    | Schutz von Landschaftsteilen im Markt Dietmannsried | Schwaben                                                     | 31,49            | Position | 1976                 |           |
| LSG-00150.01 | 395674    | Schutz von Landschaftsteilen im Ortsteil Illbach, Gemeinde Wallkofen des Landkreises Mallersdorf (LSG Auswahl südöstlich Illbach) | Niederbayern                                                 | 67               | Position | 1970                 |           |
| LSG-00533.01 | 396066    | "Schutz von Landschaftsteilen im Stadt- und Landkreis Bamberg LSG "Hauptsmoorwald" | Oberfranken                                                  | 3045,84          | Position | 2000                 |           |
| LSG-00482.01 | 395990    | "Schutz von Landschaftsteilen in den Gemeinden Neuburg am Inn und Neuhaus am Inn als LSG "Vornbacher Enge"" | Niederbayern                                                 | 1385,54          | Position | 1972                 |           |
| LSG-00234.01 | 395710    | Schutz von Landschaftsteilen in den Gemeinden Adelshausen, Freinhausen und im Markt Hohenwart, Landkreis Schrobenhausen | Oberbayern                                                   | 26,74            | Position |                      |           |
| LSG-00180.01 | 395652    | Schutz von Landschaftsteilen in den Gemeinden Gachenbach und Peutenhausen, Landkreis Schrobenhausen | Oberbayern                                                   | 37,5             | Position | 1969                 |           |
| LSG-00178.01 | 395650    | "Schutz von Landschaftsteilen in den Gemeinden Oberkreuzberg, St. Oswald, Großarmschlag, Hartmannsreit und Schlag des Landkreises Grafenau (LSG "Große Ohe von der Steinklamm bis zu Stadlmühle")"                                                                | Niederbayern                                                 | 546,74           | Position | 1969                 |           |
| LSG-00156.01 | 395626    | "Schutz von Landschaftsteilen in den Gemeinden Ruhmannsfelden und Zachenberg des Landkreises Viechtach, jetzt Landkreis Regen (LSG "Ruhmannsfeldener Leite")" | Niederbayern                                                 | 13,08            | Position | 1968                 |           |
| LSG-00268.01 | 395746    | "Schutz von Landschaftsteilen in den Gemeinden Saldenburg und Thurmannsbang (LSG "Lohberg")" | Niederbayern                                                 | 186,4            | Position | 1974                 |           |
| LSG-00196.02 | 395677    | "Schutz von Landschaftsteilen in den Landkreisen Hof und Wunsiedel (LSG "Lamitzgrund" - Südlicher Teil)" | Oberfranken                                                  | 387,17           | Position | 1970                 |           |
| LSG-00085.01 | 395506    | Schutz von Landschaftsteilen in den Landkreisen Hof, Kronach, Kulmbach, Münchberg, Naila und Stadtsteinach (Landschaftsteil Schorgasttal) | Oberfranken                                                  | 1073,09          | Position | 1956                 |           |
| LSG-00284.01 | 395762    | Schutz von Landschaftsteilen in den Märkten Altusried und Dietmannsried | Schwaben                                                     | 1464,72          | Position | 1977                 |           |
| LSG-00521.01 | 396042    | Schutz von Landschaftsteilen in den Unteren Isarauen am Altheimer Stausee | Niederbayern                                                 | 23,63            | Position | 1998                 |           |
| LSG-00201.01 | 395681    | Schutz von Landschaftsteilen in der Gemarkung Abersfeld, Landkreis Schweinfurt | Unterfranken                                                 | 180,4            | Position | 1971                 |           |
| LSG-00527.01 | 396060    | Schutz von Landschaftsteilen in der Gemeinde Dietramszell (Kreuzbichl) | Oberbayern                                                   | 49,09            | Position | 1998                 |           |
| LSG-00173.01 | 395641    | "Schutz von Landschaftsteilen in der Gemeinde Eidenberg (LSG "Bärnloch - Eidenberg Luessen")" | Niederbayern                                                 | 144,6            | Position | 1969                 |           |
| LSG-00163.01 | 395633    | "Schutz von Landschaftsteilen in der Gemeinde Gotteszell des Landkreises Viechtach, jetzt Landkreis Regen (LSG "Kalvarienberg")" | Niederbayern                                                 | 8,93             | Position | 1969                 |           |
| LSG-00194.01 | 395674    | "Schutz von Landschaftsteilen in der Gemeinde Hirschling, Landkreis Mallersdorf - LSG "Hirschlinger Au" | Niederbayern                                                 | 67,48            | Position | 1970                 |           |
| LSG-00210.01 | 395690    | Schutz von Landschaftsteilen in der Gemeinde Reupelsdorf, Landkreis Gerolzhofen – Staatswaldrevier Reupelsdorf | Unterfranken                                                 | 210,8            | Position | 1971                 |           |
| LSG-00470.01 | 395978    | "Schutz von Landschaftsteilen in der Gemeinde Schalkham, Landkreis Landshut (LSG "Ruttinger Vilswiesen")" | Niederbayern                                                 | 5,94             | Position |                      |           |
| LSG-00151.01 | 395622    | Schutz von Landschaftsteilen im Markt Ergoldsbach, Landkreis Mallersdorf (LSG Kapellenberg) | Niederbayern                                                 | 4,71             | Position | 1968                 |           |
| LSG-00149.01 | 395620    | Schutz von Landschaftsteilen im Markt Pfaffenberg des Landkreises Mallersdorf - LSG Frauenbrunn | Niederbayern                                                 | 0,8              | Position | 1968                 |           |
| LSG-00172.01 | 395640    | "Schutz von Landschaftsteilen in der Stadt Dingolfing, dem Markt Teisbach, sowie den Gemeinden Gottfrieding, Loiching, Mamming und Niederviehbach im Landkreis Dingolfing (LSG "Isartal")"                                                                        | Niederbayern                                                 | 1762,37          | Position | 1969                 |           |
| LSG-00233.01 | 395709    | Schutz von Landschaftsteilen in der Stadt Donauwörth und in den Gemarkungen Altisheim, Graisbach, Marxheim und Schäfstall | Schwaben                                                     | 973,72           | Position | 1972                 |           |
| LSG-00250.01 | 395728    | Schutz von Landschaftsteilen in der Stadt Oettingen und der Gemeinde Hainsfarth | Schwaben                                                     | 74,4             | Position | 1972                 |           |
| LSG-00259.01 | 395737    | Schutz von Landschaftsteilen südlich und östlich der Iller | Schwaben                                                     | 142,87           | Position | 1973                 |           |
| LSG-00283.01 | 395761    | "Schutz von Landschaftsteilen um das Schloß Ortenburg (LSG "Schloß Ortenburg")" | Niederbayern                                                 | 222,68           | Position | 1976                 |           |
| LSG-00100.01 | 395521    | Schutz von Landschaftsteilen um den Altensee in der Gemeinde Soyen | Oberbayern                                                   | 12,29            | Position | 1961                 |           |
| LSG-00102.01 | 395523    | Schutz von Landschaftsteilen um den Friedlsee, Gemeinde Evenhausen und Amerang | Oberbayern                                                   | 16,06            | Position | 1961                 |           |
| LSG-00101.01 | 395522    | Schutz von Landschaftsteilen um den Penzinger See, Gemeinde Penzing | Oberbayern                                                   | 19,87            | Position | 1961                 |           |
| LSG-00164.01 | 395634    | Schutz von Landschaftsteilen um den Staudhamer See in den Gemeinden Steppach, Soyen, Attel und Edling | Oberbayern                                                   | 268,25           | Position | 1969                 |           |
| LSG-00340.13 | 395842    | Schutzstreifen beiderseits der Bundesautobahn A3 | Mittelfranken                                                | 52,27            | Position | 2004                 |           |
| LSG-00125.05 | 395591    | Schutzstreifen entlang der B 85 neu | Oberpfalz                                                    | 846,09           | Position | 1965                 |           |
| LSG-00174.06 | 395646    | Schutzstreifen Flutkanal | Oberpfalz                                                    | 53,54            | Position | 1969                 |           |
| LSG-00565.01 | 396115    | Schutzzone im Naturpark Altmühltal | Mittelfranken, Oberpfalz, Oberbayern, Niederbayern, Schwaben | 163296,06        | Position | 1995                 |           |
| LSG-00340.09 | 395838    | Schwabachtal | Mittelfranken                                                | 66,71            | Position | 2004                 |           |
| LSG-00161.01 | 395631    | Schwaighölzer | Schwaben                                                     | 41,16            | Position | 1968                 |           |
| LSG-00587.01 | 396136    | Schwarzachtal mit Nebentälern | Mittelfranken                                                | 3991,89          | Position | 2006                 |           |
| LSG-00421.01 | 395929    | Schwarzenberger Weiher mit Wintermoos und Sennenmoos | Schwaben                                                     | 238,43           | Position | 1988                 |           |
| LSG-00120.13 | 395569    | Schwarzhölzl mit dem nach Süden und Osten anschließenden Gebiet, dem Würmkanal und dem Gebiet um den Baggersee in Feldmoching | Oberbayern                                                   | 972,82           | Position | 1964                 |           |
| LSG-00174.04 | 395644    | Schweinenaabniederung - Orthegelmühlbach | Oberpfalz                                                    | 13,03            | Position | 1969                 |           |
| LSG-00174.05 | 395645    | Schweinenaabniederung - Waldgebiet Moosloh - Sauerbachniederung | Oberpfalz                                                    | 376,5            | Position | 1969                 |           |
| LSG-00340.05 | 395834    | Seebachgrund | Mittelfranken                                                | 114,48           | Position | 2004                 |           |
| LSG-00142.01 | 395615    | Seeger See | Schwaben                                                     | 152,54           | Position | 1967                 |           |
| LSG-00218.01 | 395696    | Silberbrünnel | Schwaben                                                     | 27,2             | Position | 1971                 |           |
| LSG-00191.12 | 395669    | Spittlberg | Oberpfalz                                                    | 2,67             | Position | 1970                 |           |
| LSG-00523.13 | 396056    | Stadtwald | Mittelfranken                                                | 443,28           | Position | 1998                 |           |
| LSG-00403.01 | 395911    | Starnberger See und westlich angrenzende Gebiete | Oberbayern                                                   | 9474,49          | Position | 1987                 |           |
| LSG-00575.01 | 396124    | Staufer Berg | Oberpfalz                                                    | 99,47            | Position |                      |           |
| LSG-00374.01 | 395883    | Steinberg | Oberbayern                                                   | 94,55            | Position |                      |           |
| LSG-00340.10 | 395839    | Steinforstgraben mit Kosbacher Weihern und Dauerwaldstreifen östlich des Main-Donau-Kanals | Mittelfranken                                                | 142,12           | Position | 2004                 |           |
| LSG-00065.01 | 395490    | Stellung der Rothenrainer Moore, Gemeinde Unterfischbach, unter Landschaftsschutz | Oberbayern                                                   | 166,2            | Position | 1955                 |           |
| LSG-00066.01 | 395491    | Stellung des Auerfilzes mit Karpfseen, Gemeinde Schönrain, unter Landschaftsschutz | Oberbayern                                                   | 90,27            | Position | 1955                 |           |
| LSG-00191.10 | 395667    | Sternstein | Oberpfalz                                                    | 46,91            | Position | 1970                 |           |
| LSG-00444.01 | 395952    | Stoffelberg | Schwaben                                                     | 524,98           | Position | 1989                 |           |
| LSG-00496.01 | 396004    | Südliche Mindelaue | Schwaben                                                     | 46,13            | Position | 1996                 |           |
| LSG-00475.01 | 395983    | Südlicher Itzgrund | Oberfranken                                                  | 1180,5           | Position | 1993                 |           |
| LSG-00356.01 | 395865    | Sulzberger See | Schwaben                                                     | 131,09           | Position | 1984                 |           |
| LSG-00121.01 | 395575    | Sulzbürg mit Schlüpfelberg | Oberpfalz                                                    | 742,44           | Position | 1965                 |           |
| LSG-00319.01 | 395806    | Sulzschneider Moore | Schwaben                                                     | 778,83           | Position | 1980                 |           |
| LSG-00517.06 | 396033    | Talgrund entlang der Rittersbacher Straße und im Gebiet der Steigäcker | Mittelfranken                                                | 26,19            | Position | 1998                 |           |
| LSG-00502.03 | 396012    | Talgründe im Iff- und Gollachgau | Mittelfranken                                                | 588,29           | Position | 1996                 |           |
| LSG-00523.05 | 396048    | Talzug Heidestraße | Mittelfranken                                                | 9,01             | Position | 1998                 |           |
| LSG-00092.01 | 395511    | Thalhammer Schlucht in der Gemeinde Loderham | Niederbayern                                                 | 14,86            | Position | 1960                 |           |
| LSG-00239.03 | 395717    | Thanner Grund mit angrenzenden Waldgebieten | Oberfranken                                                  | 2162,67          | Position | 1972                 |           |
| LSG-00050.01 | 395478    | Thierbachtal | Unterfranken                                                 | 139,23           | Position | 1955                 |           |
| LSG-00536.15 | 396083    | Tiefgraben und Kohlbuck | Mittelfranken                                                | 119,61           | Position | 2000                 |           |
| LSG-00129.01 | 395603    | Tiergarten | Schwaben                                                     | 153,11           | Position | 1966                 |           |
| LSG-00523.03 | 396046    | Trappenholz (Wald am Schießplatz Burgfarrnbach) | Mittelfranken                                                | 12,42            | Position | 1998                 |           |
| LSG-00121.14 | 395584    | Traunfelder Bachtal | Oberpfalz                                                    | 193,96           | Position | 1965                 |           |
| LSG-00309.03 | 395790    | Triftwiesen Germering | Oberbayern                                                   | 148,8            | Position | 1979                 |           |
| LSG-00191.05 | 395663    | Trockental oberhalb Ammerthal mit Hainsburg | Oberpfalz                                                    | 918,67           | Position | 1970                 |           |
| LSG-00320.01 | 395807    | Troll- und Luimoosweiher | Schwaben                                                     | 112,32           | Position | 1980                 |           |
| LSG-00152.01 | 395623    | Uferstreifen am Main zwischen dem Markt Zell am Main und der Grenze des Landkreises Würzburg zu Lkr. Main-Spessart | Unterfranken                                                 | 80,14            | Position | 1968                 |           |
| LSG-00480.01 | 395988    | Untere Amper | Oberbayern                                                   | 566,69           | Position | 1994                 |           |
| LSG-00352.01 | 395860    | Untere Iller bei Kardorf | Schwaben                                                     | 65,52            | Position | 1983                 |           |
| LSG-00119.05 | 395550    | Unteres Naabtal - Ostseite | Oberpfalz                                                    | 200,99           | Position | 1964                 |           |
| LSG-00119.08 | 395553    | Unteres Naabtal: Feldkreuz nördlich Zaar bis Burglengenfeld (Westseite) | Oberpfalz                                                    | 381,33           | Position | 1964                 |           |
| LSG-00125.13 | 395599    | Ursensollen und Rängberg | Oberpfalz                                                    | 269,34           | Position | 1965                 |           |
| LSG-00384.01 | 395892    | Verordnung des Bezirks Oberbayern über den Schutz von Landschaftsteilen entlang der Isar in den Landkreisen Bad-Tölz-Wolfratshausen, München, Freising und Erding als LSG                                                                                         | Oberbayern                                                   | 8943,71          | Position | 1986                 |           |
| LSG-00552.01 | 396103    | "Verordnung des Landkreises Freising über das LSG "Freisinger Moos und Echinger Gfild" | Oberbayern                                                   | 5476,07          | Position | 2001                 |           |
| LSG-00452.01 | 395960    | "Verordnung des Landkreises Freising über das LSG "Mooslandschaft südlich Hallbergmoos" | Oberbayern                                                   | 524,33           | Position | 1990                 |           |
| LSG-00503.01 | 396014    | "Verordnung des Landkreises Fürstenfeldbruck über das LSG "Emmeringer Leite, Eichenauer Wald" | Oberbayern                                                   | 547,78           | Position | 1996                 |           |
| LSG-00270.01 | 395748    | Verordnung des Lkr. Dachau über ein LSG im Glonntal | Oberbayern                                                   | 1833,48          | Position | 1974                 |           |
| LSG-00271.01 | 395749    | Verordnung des Lkr. Dachau über ein LSG im Palsweiser Moos | Oberbayern                                                   | 311,74           | Position | 1974                 |           |
| LSG-00541.01 | 396092    | "Verordnung über das Landschaftsschutzgebiet "Gartlberg" | Niederbayern                                                 | 2,66             | Position |                      |           |
| LSG-00540.01 | 396091    | "Verordnung über das Landschaftsschutzgebiet "Reichenberg" | Niederbayern                                                 | 2,84             | Position | 2001                 |           |
| LSG-00539.01 | 396090    | Verordnung über das Landschaftsschutzgebiet Seukendorf-Veitsbronn | Mittelfranken                                                | 804,86           | Position | 2000                 |           |
| LSG-00558.01 | 396109    | "Landschaftsschutzgebiet "Talraum der Großen Laber" | Oberpfalz                                                    | 55895,5          | Position |                      |           |
| LSG-00121.07 | 395579    | Voggenthal | Oberpfalz                                                    | 210,81           | Position | 1965                 |           |
| LSG-00170.01 | 395639    | Volkacher Mainschleife | Unterfranken                                                 | 5322,13          | Position | 1969                 |           |
| LSG-00517.07 | 396034    | Volkachtal zwischen der Stadtgrenze und dem bebauten Gebiet des Ortsteils Unterreichenbach | Mittelfranken                                                | 70,8             | Position | 1998                 |           |
| LSG-00152.02 | 395624    | Volkenberg | Unterfranken                                                 | 380,13           | Position | 1968                 |           |
| LSG-00502.01 | 396010    | Wald- und Weiherlandschaften im östlichen Landkreis | Mittelfranken                                                | 1747,09          | Position | 1996                 |           |
| LSG-00120.15 | 395571    | Waldfriedhof, Gebiet nördl. des Schlosses Fürstenried einschl. Schloss und Schlosspark, Geländestreifen entlang der Allee zwischen Kreuzhof und Fürstenried, Waldgebiet südl. der Albert-Roßhaupter-Str. (Sendlinger Wald) sowie Allee der Albert-Roßhaupter-Str. | Oberbayern                                                   | 318,91           | Position | 1964                 |           |
| LSG-00120.11 | 395567    | Waldgebiet bei Trudering einschl. der Friedenspromenade | Oberbayern                                                   | 397,23           | Position | 1964                 |           |
| LSG-00517.05 | 396032    | "Waldgebiet der "Maisenlach" | Mittelfranken                                                | 225,6            | Position | 1998                 |           |
| LSG-00523.02 | 396045    | Waldgebiet Mannhof | Mittelfranken                                                | 136,26           | Position | 1998                 |           |
| LSG-00174.03 | 395643    | Waldnaabniederung | Oberpfalz                                                    | 214,99           | Position | 1969                 |           |
| LSG-00120.04 | 395561    | Waldrest an der Autobahn München-Stuttgart beim Campingplatz München-West | Oberbayern                                                   | 13,04            | Position | 1964                 |           |
| LSG-00120.10 | 395566    | Waldrest an der Siemensallee einschl. des Sportparks der Firma Siemens südlich davon und eines Waldstückes südlich dieses Parks | Oberbayern                                                   | 16,54            | Position | 1964                 |           |
| LSG-00424.01 | 395932    | Waldsee bei Lindenberg im Allgäu und Umgebung | Schwaben                                                     | 239,09           | Position | 1988                 |           |
| LSG-00120.03 | 395560    | Waldstück an der Stadtgrenze südlich Freiham | Oberbayern                                                   | 29,67            | Position | 1964                 |           |
| LSG-00355.01 | 395864    | Waltenhofener Moor | Schwaben                                                     | 66,68            | Position | 1984                 |           |
| LSG-00139.01 | 395611    | Wässernachtal im Landkreis Haßfurt - Teil I | Unterfranken                                                 | 361,66           | Position | 1967                 |           |
| LSG-00139.02 | 395612    | Wässernachtal im Landkreis Haßfurt - Teil II | Unterfranken                                                 | 783,65           | Position | 1967                 |           |
| LSG-00439.01 | 395947    | Weilachtal | Schwaben                                                     | 1900,19          | Position | 1989                 |           |
| LSG-00239.01 | 395715    | Weinbergshut | Oberfranken                                                  | 25,47            | Position | 1972                 |           |
| LSG-00239.02 | 395716    | Weisbachsgrund | Oberfranken                                                  | 577,27           | Position | 1972                 |           |
| LSG-00125.07 | 395593    | Weißenberg (Vogelschutzgebiet) | Oberpfalz                                                    | 4,07             | Position | 1965                 |           |
| LSG-00450.01 | 395958    | Weißensberger Weiher | Schwaben                                                     | 25,7             | Position | 1990                 |           |
| LSG-00285.01 | 395763    | Werdensteiner Moos | Schwaben                                                     | 136,62           | Position | 1977                 |           |
| LSG-00460.01 | 395968    | Wertachauen im Landkreis Unterallgäu | Schwaben                                                     | 692,07           | Position | 1992                 |           |
| LSG-00472.01 | 395980    | Wertachschlucht | Schwaben                                                     | 954,54           | Position | 1993                 |           |
| LSG-00517.09 | 396036    | "westlicher Abschnitt des westlich-östlich gerichteten Talgrundes "Pointwiesen" | Mittelfranken                                                | 7,14             | Position | 1998                 |           |
| LSG-00542.01 | 396093    | Westlicher Teil des Landkreises Starnberg | Oberbayern                                                   | 16372,8          | Position | 2001                 |           |
| LSG-00281.01 | 395756    | Wettersteingebiet einschließlich Latschengürtel bei Mittenwald | Oberbayern                                                   | 8589,19          | Position | 1976                 |           |
| LSG-00498.01 | 396006    | Weyerer Bergheide mit Hangwäldern und Altwasser | Unterfranken                                                 | 34,49            | Position | 1996                 |           |
| LSG-00309.05 | 395792    | Wildmoos | Oberbayern                                                   | 102,67           | Position | 1979                 |           |
| LSG-00536.06 | 396074    | Wöhrder See | Mittelfranken                                                | 115,22           | Position | 2000                 |           |
| LSG-00121.08 | 395580    | Wolfstein | Oberpfalz                                                    | 322,07           | Position | 1965                 |           |
| LSG-00536.03 | 396071    | Worzeldorfer Berg - Glasersberg | Mittelfranken                                                | 57,02            | Position | 2000                 |           |
| LSG-00120.19 | 395574    | Würmniederung mit Erweiterungen bis zur Stadtgrenze | Oberbayern                                                   | 137,98           | Position | 1964                 |           |
| LSG-00361.01 | 395870    | Würmtal | Oberbayern                                                   | 3533,45          | Position | 1984                 |           |
| LSG-00125.14 | 395600    | Zant | Oberpfalz                                                    | 197,41           | Position | 1965                 |           |
| LSG-00523.04 | 396047    | Zenntal/Zennwald | Mittelfranken                                                | 184,38           | Position | 1998                 |           |
| LSG-00174.02 | 555560779 | Schutzstreifen Ostmarkstraße | Oberpfalz                                                    | 26,57            | Position | 2013                 |           |
| LSG-00601.01 |           | Schutz von Landschaftsteilen im Hügelland zwischen der Wilhelm-Hauff-Straße und Sallmannsberg (Tal Josaphat) | Niederbayern                                                 | 23,47            |          |                      |           |
| LSG-00603.01 |           | Schutz des Gebietes um die Wies | Oberbayern                                                   | 2933,13          |          |                      |           |
| LSG-00604.01 |           | Schutz des Gebietes um die Wies | Oberpfalz                                                    | 2933,13          |          |                      |           |